# Divizia A de handbal feminin 2019-2020
Divizia A de handbal feminin 2019−2020 a fost a 54-a ediție a eșalonului valoric secund al campionatului național de handbal feminin românesc. Competiția a purtat anterior numele Categoria B sau Divizia B, însă a fost redenumită în 1996, când fosta Divizie A a devenit Liga Națională. Întrecerea este organizată anual de Federația Română de Handbal (FRH). Începând din anul competițional 2018−2019, Divizia A a revenit la formatul cu patru serii, după ce anterior s-a desfășurat cu doar două serii.
Au promovat în Liga Națională echipele ACS Crișul Chișineu-Criș, CSM Galați, CS Dacia Mioveni 2012 și CS Activ Ploiești.

## Săli
Partidele se joacă în sălile de sport din orașele de reședință ale echipelor, în funcție de disponibilitatea acestora și de potențialul de spectatori al partidelor.
| Bacău                              | Baia Mare                            | București                          | Piatra Neamț                       |
| ---------------------------------- | ------------------------------------ | ---------------------------------- | ---------------------------------- |
| Sala Sporturilor Capacitate: 2.000 | Sala „Lascăr Pană” Capacitate: 2.060 | Sala „Rapid” Capacitate: 1.500     | Sala Polivalentă Capacitate: 4.000 |
| Ploiești                           | Râmnicu Vâlcea                       | Reșița                             | Târgu Secuiesc                     |
| Sala „Olimpia” Capacitate: 3.500   | Sala „Traian” Capacitate: 3.126      | Sala Polivalentă Capacitate: 1.669 | Sala Polivalentă Capacitate: 1.200 |
|                                    |                                      |                                    |                                    |

## Echipe participante
Începând cu ediția 2018−2019, Divizia A se desfășoară cu patru serii de câte 6−7 echipe fiecare, împărțite pe criterii geografice, cu scopul de a limita deplasările lungi și a reduce astfel costurile. În ediția 2019−2020, componența celor patru serii este: 
| În seria A vor concura 6 echipe: - HCF Piatra Neamț - HC Dunărea Brăila II - CS Știința Bacău - CSM Galați - CSM Roman - Național Brașov În seria C vor concura 6 echipe: - CSU Târgoviște - Național Râmnicu Vâlcea - CS Dacia Mioveni 2012 - CS Activ Prahova Ploiești - CSM Târgu Jiu - ACS Székelyudvarhely NKK | În seria B vor concura 7 echipe: - CSM București II - CSU Știința București - ACS Școala 181 SSP București - ACS Spartac UNEFS București - CSU Neptun Constanța - HC Dinamo Bitcoin București - CS Danubius Călărași În seria D vor concura 6 echipe: - CSM Târgu Mureș - CS Marta Baia Mare - CS Universitar Oradea - ACS Crișul Chișineu-Criș - CS Universitatea Reșița - CSU de Vest Timișoara |

## Regulament
Regulamentul de desfășurare a ediției 2019-20 a Diviziei A de handbal feminin a fost aprobat pe 18 iunie 2019, a intrat în vigoare pe 1 iulie 2019 și conține și un calendar preliminar al partidelor, cu mențiunea că datele acestora se pot modifica cu acordul echipelor.

## Partide
Meciurile din sezonul regulat al ediției 2019-20 a Diviziei A de handbal feminin s-au jucat în sistem fiecare cu fiecare, cu câte două partide tur și două partide retur între două echipe din fiecare serie, iar programul acestora a fost alcătuit după Tabela Berger.
Calendarul competițional preliminar s-a stabilit în ședința Consiliului de Administrație al FRH din data de 18 iunie 2019. Datele exacte de desfășurare a partidelor au fost publicate ulterior.

## Seria A

### Clasament
Clasament actualizat pe 18 martie 2020, valabil pe 18 mai 2020, după anularea etapelor rămase de disputat.1)
| Poz. | Echipa               | J  | V  | E | Î  | GM  | GP  | DG    | P  |
| ---- | -------------------- | -- | -- | - | -- | --- | --- | ----- | -- |
| 1    | CSM Galați           | 17 | 17 | 0 | 0  | 575 | 367 | + 208 | 51 |
| 2    | HCF Piatra Neamț     | 15 | 10 | 0 | 5  | 384 | 372 | + 12  | 30 |
| 3    | HC Dunărea Brăila II | 17 | 9  | 1 | 7  | 457 | 403 | + 54  | 28 |
| 4    | CS Știința Bacău     | 16 | 7  | 1 | 8  | 441 | 489 | – 48  | 22 |
| 5    | CSM Roman            | 17 | 2  | 0 | 15 | 388 | 467 | – 79  | 6  |
| 6    | Național Brașov      | 14 | 2  | 0 | 12 | 342 | 489 | – 147 | 6  |

1) Pe 18 mai 2020, Consiliul de Administrație al FRH a decis anularea etapelor rămase de disputat și încheierea campionatului cu rămânerea în vigoare a clasamentelor în seriile Diviziei A conform situației existente la data de 11 martie 2020, când s-a desfășurat ultimul meci, aplicându-se criteriile de departajare finală.

### Rezultate în tur
Date oficiale publicate de Federația Română de Handbal

### Etapa I
| 7 septembrie 2019 11:30 | CSM Galați | 33 - 22 | HCF Piatra Neamț | Sala Sporturilor „Dunărea”, Galați Arbitri: Enache, Constantin |
| 7 septembrie 2019 11:30 | Clisu 6    | (19-9)  | Dâdă 6           | Sala Sporturilor „Dunărea”, Galați Arbitri: Enache, Constantin |
| 7 septembrie 2019 11:30 | Cronica    |         |                  | Sala Sporturilor „Dunărea”, Galați Arbitri: Enache, Constantin |

| 7 septembrie 2019 12:00 | CS Știința Bacău | 41 - 32 | Național Brașov | Sala Sporturilor, Bacău Arbitri: Murariu, Tăbăcariu |
| 7 septembrie 2019 12:00 | Croitoriu 10     | (22-14) | Bogdan 9        | Sala Sporturilor, Bacău Arbitri: Murariu, Tăbăcariu |
| 7 septembrie 2019 12:00 | Cronica          |         |                 | Sala Sporturilor, Bacău Arbitri: Murariu, Tăbăcariu |

| 7 septembrie 2019 13:00 | HC Dunărea Brăila II     | 34 - 23 | CSM Roman | Sala Polivalentă „Danubius”, Brăila Arbitri: Arsene, Bontea |
| 7 septembrie 2019 13:00 | Coteț, Epureanu, Sandu 7 | (15-13) | Neamțu 9  | Sala Polivalentă „Danubius”, Brăila Arbitri: Arsene, Bontea |
| 7 septembrie 2019 13:00 | Cronica                  |         |           | Sala Polivalentă „Danubius”, Brăila Arbitri: Arsene, Bontea |

### Etapa II
| 14 septembrie 2019 11:00 | CSM Roman | 17 - 32 | CSM Galați | Sala Polivalentă, Roman Arbitri: Bărgăuan, Nicolaevici |
| 14 septembrie 2019 11:00 | Adin 7    | (10-15) | Clisu 7    | Sala Polivalentă, Roman Arbitri: Bărgăuan, Nicolaevici |
| 14 septembrie 2019 11:00 | Cronica   |         |            | Sala Polivalentă, Roman Arbitri: Bărgăuan, Nicolaevici |

| 14 septembrie 2019 11:30 | Național Brașov | 26 - 33 | HCF Piatra Neamț | Sala „Dumitru Popescu Colibași”, Brașov Arbitri: Chicuș, Olteanu |
| 14 septembrie 2019 11:30 | Borș 8          | (10-17) | Mazilu 8         | Sala „Dumitru Popescu Colibași”, Brașov Arbitri: Chicuș, Olteanu |
| 14 septembrie 2019 11:30 | Cronica         |         |                  | Sala „Dumitru Popescu Colibași”, Brașov Arbitri: Chicuș, Olteanu |

| 14 septembrie 2019 12:00 | CS Știința Bacău | 30 - 27 | HC Dunărea Brăila II | Sala Sporturilor, Bacău Arbitri: Lungu, Paraschiv |
| 14 septembrie 2019 12:00 | Manoilă 9        | (17-14) | Ichim 9              | Sala Sporturilor, Bacău Arbitri: Lungu, Paraschiv |
| 14 septembrie 2019 12:00 | Cronica          |         |                      | Sala Sporturilor, Bacău Arbitri: Lungu, Paraschiv |

### Etapa III
| 19 septembrie 2019 11:00 | HC Dunărea Brăila II | 30 - 14 | Național Brașov | Sala Polivalentă „Danubius”, Brăila Arbitri: Avădanei, Popovici |
| 19 septembrie 2019 11:00 | Ichim 7              | (17-6)  | Prescură 7      | Sala Polivalentă „Danubius”, Brăila Arbitri: Avădanei, Popovici |
| 19 septembrie 2019 11:00 | Cronica              |         |                 | Sala Polivalentă „Danubius”, Brăila Arbitri: Avădanei, Popovici |

| 21 septembrie 2019 12:00 | HCF Piatra Neamț        | 28 - 23 | CSM Roman | Sala Polivalentă, Piatra Neamț Arbitri: Cojocaru, Ochiana |
| 21 septembrie 2019 12:00 | Dorneanu, Miron, Nica 5 | (11-9)  | Neamțu 7  | Sala Polivalentă, Piatra Neamț Arbitri: Cojocaru, Ochiana |
| 21 septembrie 2019 12:00 | Cronica                 |         |           | Sala Polivalentă, Piatra Neamț Arbitri: Cojocaru, Ochiana |

| 21 septembrie 2019 13:00 | CSM Galați | 40 - 15 | CS Știința Bacău | Sala Sporturilor „Dunărea”, Galați Arbitri: Ghesoiu, Tănăsescu |
| 21 septembrie 2019 13:00 | Tănasă 7   | (23-6)  | Manoilă 6        | Sala Sporturilor „Dunărea”, Galați Arbitri: Ghesoiu, Tănăsescu |
| 21 septembrie 2019 13:00 | Cronica    |         |                  | Sala Sporturilor „Dunărea”, Galați Arbitri: Ghesoiu, Tănăsescu |

### Etapa IV
| 5 octombrie 2019 11:30 | HC Dunărea Brăila II | 28 - 36 | CSM Galați  | Sala Polivalentă „Danubius”, Brăila Arbitri: Doană, Gociu |
| 5 octombrie 2019 11:30 | Ichim 7              | (15-18) | Gheorghe 10 | Sala Polivalentă „Danubius”, Brăila Arbitri: Doană, Gociu |
| 5 octombrie 2019 11:30 | Cronica              |         |             | Sala Polivalentă „Danubius”, Brăila Arbitri: Doană, Gociu |

| 5 octombrie 2019 12:00 | CS Știința Bacău | 26 - 20 | HCF Piatra Neamț | Sala Sporturilor, Bacău Arbitri: Drăghici, Dragut |
| 5 octombrie 2019 12:00 | Manoilă 9        | (10-10) | Mazilu 6         | Sala Sporturilor, Bacău Arbitri: Drăghici, Dragut |
| 5 octombrie 2019 12:00 | 1×               | Cronica | 2×               | Sala Sporturilor, Bacău Arbitri: Drăghici, Dragut |

| 7 octombrie 2019 12:00 | Național Brașov | 32 - 28 | CSM Roman | Sala „Dumitru Popescu Colibași”, Brașov Arbitri: Mihai, Petre |
| 7 octombrie 2019 12:00 | (15-13)         |         |           | Sala „Dumitru Popescu Colibași”, Brașov Arbitri: Mihai, Petre |
| 7 octombrie 2019 12:00 | Cronica         |         |           | Sala „Dumitru Popescu Colibași”, Brașov Arbitri: Mihai, Petre |

### Etapa V
| 12 octombrie 2019 11:00 | CSM Roman | 22 - 23 | CS Știința Bacău | Sala Polivalentă, Roman Arbitri: Arsene, Bontea |
| 12 octombrie 2019 11:00 | Neamțu 9  | (12-10) | Manoilă 11       | Sala Polivalentă, Roman Arbitri: Arsene, Bontea |
| 12 octombrie 2019 11:00 | Cronica   |         |                  | Sala Polivalentă, Roman Arbitri: Arsene, Bontea |

| 12 octombrie 2019 12:00 | HCF Piatra Neamț | 24 - 22 | HC Dunărea Brăila II | Sala Polivalentă, Piatra Neamț Arbitri: Chicuș, Olteanu |
| 12 octombrie 2019 12:00 | Dorneanu 9       | (13-8)  | Ichim 8              | Sala Polivalentă, Piatra Neamț Arbitri: Chicuș, Olteanu |
| 12 octombrie 2019 12:00 | Cronica          |         |                      | Sala Polivalentă, Piatra Neamț Arbitri: Chicuș, Olteanu |

| 15 octombrie 2019 15:00 | CSM Galați          | 48 - 24 | Național Brașov | Sala Sporturilor „Dunărea”, Galați Arbitri: Oprea, Stanciu |
| 15 octombrie 2019 15:00 | Andrița, Gheorghe 7 | (24-12) | Borș 15         | Sala Sporturilor „Dunărea”, Galați Arbitri: Oprea, Stanciu |
| 15 octombrie 2019 15:00 | Cronica             |         |                 | Sala Sporturilor „Dunărea”, Galați Arbitri: Oprea, Stanciu |

### Clasament tur
Clasament valabil pe 15 octombrie 2019, la finalul turului.
| Poz. | Echipa               | J | V | E | Î | GM  | GP  | DG   | P  |
| ---- | -------------------- | - | - | - | - | --- | --- | ---- | -- |
| 1    | CSM Galați           | 5 | 5 | 0 | 0 | 189 | 106 | + 83 | 15 |
| 2    | CS Știința Bacău     | 5 | 4 | 0 | 1 | 135 | 141 | – 6  | 12 |
| 3    | HCF Piatra Neamț     | 5 | 3 | 0 | 2 | 127 | 130 | – 3  | 9  |
| 4    | HC Dunărea Brăila II | 5 | 2 | 0 | 3 | 141 | 127 | + 14 | 6  |
| 5    | Național Brașov      | 5 | 1 | 0 | 4 | 128 | 180 | – 52 | 3  |
| 6    | CSM Roman            | 5 | 0 | 0 | 5 | 113 | 149 | – 36 | 0  |

### Rezultate în retur
Date oficiale publicate de Federația Română de Handbal

### Etapa VI
| 19 octombrie 2019 11:00 | Național Brașov | 29 - 33 | CS Știința Bacău | Sala „Dumitru Popescu Colibași”, Brașov Arbitri: Mihai, Petre |
| 19 octombrie 2019 11:00 | Prescură 12     | (13-21) | Manoilă 9        | Sala „Dumitru Popescu Colibași”, Brașov Arbitri: Mihai, Petre |
| 19 octombrie 2019 11:00 | Cronica         |         |                  | Sala „Dumitru Popescu Colibași”, Brașov Arbitri: Mihai, Petre |

| 19 octombrie 2019 12:00 | CSM Roman | 14 - 20 | HC Dunărea Brăila II | Sala Polivalentă, Roman Arbitri: Mociornea, Savin |
| 19 octombrie 2019 12:00 | Văduva 5  | (8-7)   | Terciu 7             | Sala Polivalentă, Roman Arbitri: Mociornea, Savin |
| 19 octombrie 2019 12:00 | Cronica   |         |                      | Sala Polivalentă, Roman Arbitri: Mociornea, Savin |

| 19 octombrie 2019 12:30 | HCF Piatra Neamț | 18 - 30 | CSM Galați | Sala Polivalentă, Piatra Neamț Arbitri: Babău, Roibu |
| 19 octombrie 2019 12:30 | Miron 7          | (10-12) | Cioaric 5  | Sala Polivalentă, Piatra Neamț Arbitri: Babău, Roibu |
| 19 octombrie 2019 12:30 | Cronica          |         |            | Sala Polivalentă, Piatra Neamț Arbitri: Babău, Roibu |

### Etapa VII
| 2 noiembrie 2019 11:00 | HC Dunărea Brăila II | 38 - 24 | CS Știința Bacău | Sala Polivalentă „Danubius”, Brăila Arbitri: Doană, Gociu |
| 2 noiembrie 2019 11:00 | Ichim 12             | (19-11) | Manoilă 9        | Sala Polivalentă „Danubius”, Brăila Arbitri: Doană, Gociu |
| 2 noiembrie 2019 11:00 | Cronica              |         |                  | Sala Polivalentă „Danubius”, Brăila Arbitri: Doană, Gociu |

| 2 noiembrie 2019 12:00 | HCF Piatra Neamț | 40 - 25 | Național Brașov | Sala Polivalentă, Piatra Neamț Arbitri: Avădani, Popovici |
| 2 noiembrie 2019 12:00 | Dorneanu 13      | (16-12) |                 | Sala Polivalentă, Piatra Neamț Arbitri: Avădani, Popovici |
| 2 noiembrie 2019 12:00 | Cronica          |         |                 | Sala Polivalentă, Piatra Neamț Arbitri: Avădani, Popovici |

| 2 noiembrie 2019 12:30 | CSM Galați | 33 - 19 | CSM Roman | Sala Sporturilor „Dunărea”, Galați Arbitri: Arsene, Bontea |
| 2 noiembrie 2019 12:30 | Andrița 7  | (16-10) |           | Sala Sporturilor „Dunărea”, Galați Arbitri: Arsene, Bontea |
| 2 noiembrie 2019 12:30 | Cronica    |         |           | Sala Sporturilor „Dunărea”, Galați Arbitri: Arsene, Bontea |

### Etapa VIII
| 7 noiembrie 2019 14:00 | CS Știința Bacău | 22 - 34 | CSM Galați                | Sala Sporturilor, Bacău Arbitri: Lungu, Paraschiv |
| 7 noiembrie 2019 14:00 | Faig 7           | (9-19)  | Bokarić, Cioaric, Marcu 5 | Sala Sporturilor, Bacău Arbitri: Lungu, Paraschiv |
| 7 noiembrie 2019 14:00 | Cronica          |         |                           | Sala Sporturilor, Bacău Arbitri: Lungu, Paraschiv |

| 8 noiembrie 2019 13:00 | Național Brașov            | 18 - 34 | HC Dunărea Brăila II | Sala „Dumitru Popescu Colibași”, Brașov Arbitri: Balate, Szabó |
| 8 noiembrie 2019 13:00 | Bogdan, Drăgan, Prescură 3 | (7-16)  | Ichim 9              | Sala „Dumitru Popescu Colibași”, Brașov Arbitri: Balate, Szabó |
| 8 noiembrie 2019 13:00 | Cronica                    |         |                      | Sala „Dumitru Popescu Colibași”, Brașov Arbitri: Balate, Szabó |

| 9 noiembrie 2019 11:00 | CSM Roman | 28 - 23 | HCF Piatra Neamț | Sala Polivalentă, Roman Arbitri: Babău, Roibu |
| 9 noiembrie 2019 11:00 | (11-9)    |         |                  | Sala Polivalentă, Roman Arbitri: Babău, Roibu |
| 9 noiembrie 2019 11:00 | Cronica   |         |                  | Sala Polivalentă, Roman Arbitri: Babău, Roibu |

### Etapa IX
| 13 noiembrie 2019 12:00 | CSM Roman | 22 - 23 | Național Brașov | Sala Polivalentă, Roman Arbitri: Gogolinca, Roibu |
| 13 noiembrie 2019 12:00 | Neamțu 10 | (13-14) | Borș 8          | Sala Polivalentă, Roman Arbitri: Gogolinca, Roibu |
| 13 noiembrie 2019 12:00 | Cronica   |         |                 | Sala Polivalentă, Roman Arbitri: Gogolinca, Roibu |

| 13 noiembrie 2019 16:30 | HCF Piatra Neamț | 33 - 26 | CS Știința Bacău | Sala Polivalentă, Piatra Neamț Arbitri: Chicuș, Olteanu |
| 13 noiembrie 2019 16:30 | Nica 9           | (18-12) | Manoilă 9        | Sala Polivalentă, Piatra Neamț Arbitri: Chicuș, Olteanu |
| 13 noiembrie 2019 16:30 | Cronica          |         |                  | Sala Polivalentă, Piatra Neamț Arbitri: Chicuș, Olteanu |

| 13 noiembrie 2019 17:00 | CSM Galați | 26 - 16 | HC Dunărea Brăila II     | Sala Sporturilor „Dunărea”, Galați Arbitri: Gheorghiu, Hagiu |
| 13 noiembrie 2019 17:00 | Șeiko 8    | (14-8)  | Ichim, Sandu, L. Surdu 4 | Sala Sporturilor „Dunărea”, Galați Arbitri: Gheorghiu, Hagiu |
| 13 noiembrie 2019 17:00 | Cronica    |         |                          | Sala Sporturilor „Dunărea”, Galați Arbitri: Gheorghiu, Hagiu |

### Etapa X
| 16 noiembrie 2019 10:00 | CS Știința Bacău | 31 - 25 | CSM Roman | Sala Sporturilor, Bacău Arbitri: Bărgăuan, Nicolaevici |
| 16 noiembrie 2019 10:00 | Manoilă 11       | (15-14) | Neamțu 14 | Sala Sporturilor, Bacău Arbitri: Bărgăuan, Nicolaevici |
| 16 noiembrie 2019 10:00 | Cronica          |         |           | Sala Sporturilor, Bacău Arbitri: Bărgăuan, Nicolaevici |

| 16 noiembrie 2019 11:00 | HC Dunărea Brăila II | 20 - 21 | HCF Piatra Neamț | Sala Polivalentă „Danubius”, Brăila Arbitri: Arsene, Bontea |
| 16 noiembrie 2019 11:00 | Ichim 7              | (10-9)  | Miron 8          | Sala Polivalentă „Danubius”, Brăila Arbitri: Arsene, Bontea |
| 16 noiembrie 2019 11:00 | Cronica              |         |                  | Sala Polivalentă „Danubius”, Brăila Arbitri: Arsene, Bontea |

| 16 noiembrie 2019 11:00 | Național Brașov  | 29 - 31 | CSM Galați          | Sala „Dumitru Popescu Colibași”, Brașov Arbitri: Curtuia, Curtuia |
| 16 noiembrie 2019 11:00 | Borș, Prescură 8 | (14-16) | Andrița, Gheorghe 8 | Sala „Dumitru Popescu Colibași”, Brașov Arbitri: Curtuia, Curtuia |
| 16 noiembrie 2019 11:00 | Cronica          |         |                     | Sala „Dumitru Popescu Colibași”, Brașov Arbitri: Curtuia, Curtuia |

### Clasament retur
Clasament valabil pe 16 noiembrie 2019, la finalul returului.
| Poz. | Echipa               | J  | V  | E | Î  | GM  | GP  | DG    | P  |
| ---- | -------------------- | -- | -- | - | -- | --- | --- | ----- | -- |
| 1    | CSM Galați           | 10 | 10 | 0 | 0  | 343 | 210 | + 133 | 30 |
| 2    | HCF Piatra Neamț     | 10 | 7  | 0 | 3  | 264 | 254 | + 10  | 21 |
| 3    | CS Știința Bacău     | 10 | 6  | 0 | 4  | 271 | 300 | – 29  | 18 |
| 4    | HC Dunărea Brăila II | 10 | 5  | 0 | 5  | 269 | 230 | + 39  | 15 |
| 5    | Național Brașov      | 10 | 2  | 0 | 8  | 252 | 340 | – 88  | 6  |
| 6    | CSM Roman            | 10 | 0  | 0 | 10 | 216 | 281 | – 65  | 0  |

### Rezultate în tur
Date oficiale publicate de Federația Română de Handbal

### Etapa I
| 18 ianuarie 2020 11:30 | CSM Galați | 26 - 20 | HCF Piatra Neamț | Sala Sporturilor „Dunărea”, Galați Arbitri: Costache, Vasile |
| 18 ianuarie 2020 11:30 | Clisu 5    | (16-9)  | Miron 9          | Sala Sporturilor „Dunărea”, Galați Arbitri: Costache, Vasile |
| 18 ianuarie 2020 11:30 | Cronica    |         |                  | Sala Sporturilor „Dunărea”, Galați Arbitri: Costache, Vasile |

| 18 ianuarie 2020 13:30 | HC Dunărea Brăila II | 25 - 21 | CSM Roman | Sala Polivalentă „Danubius”, Brăila Arbitri: Mociornea, Savin |
| 18 ianuarie 2020 13:30 | Ichim 10             | (12-9)  | Adin 8    | Sala Polivalentă „Danubius”, Brăila Arbitri: Mociornea, Savin |
| 18 ianuarie 2020 13:30 | Cronica              |         |           | Sala Polivalentă „Danubius”, Brăila Arbitri: Mociornea, Savin |

| 16 februarie 2020 00:00 | CS Știința Bacău | Anulat | Național Brașov | Sala Sporturilor, Bacău |
| 16 februarie 2020 00:00 | Cronica          |        |                 | Sala Sporturilor, Bacău |
| 16 februarie 2020 00:00 |                  |        |                 | Sala Sporturilor, Bacău |

### Etapa XII
| 25 ianuarie 2020 13:00 | CSM Roman | 21 - 33 | CSM Galați        | Sala Polivalentă, Roman Arbitri: Bărgăuan, Nicolaevici |
| 25 ianuarie 2020 13:00 | Neamțu 15 | (10-17) | Andrița, Trofin 5 | Sala Polivalentă, Roman Arbitri: Bărgăuan, Nicolaevici |
| 25 ianuarie 2020 13:00 | Cronica   |         |                   | Sala Polivalentă, Roman Arbitri: Bărgăuan, Nicolaevici |

| 25 ianuarie 2020 13:00 | CS Știința Bacău | 27 - 27 | HC Dunărea Brăila II | Sala Sporturilor, Bacău Arbitri: Gogolinca, Roibu |
| 25 ianuarie 2020 13:00 | Manoilă 8        | (16-16) | Ichim 9              | Sala Sporturilor, Bacău Arbitri: Gogolinca, Roibu |
| 25 ianuarie 2020 13:00 | Cronica          |         |                      | Sala Sporturilor, Bacău Arbitri: Gogolinca, Roibu |

|  | Național Brașov | Anulat | HCF Piatra Neamț | Sala „Dumitru Popescu Colibași”, Brașov |
|  | Cronica         |        |                  | Sala „Dumitru Popescu Colibași”, Brașov |
|  |                 |        |                  | Sala „Dumitru Popescu Colibași”, Brașov |

### Etapa XIII
| 8 februarie 2020 12:30 | CSM Galați | 48 - 23 | CS Știința Bacău | Sala Sporturilor „Dunărea”, Galați Arbitri: Chirițoiu, Neagu |
| 8 februarie 2020 12:30 | Clisu 14   | (26-14) | Faig 7           | Sala Sporturilor „Dunărea”, Galați Arbitri: Chirițoiu, Neagu |
| 8 februarie 2020 12:30 | Cronica    |         |                  | Sala Sporturilor „Dunărea”, Galați Arbitri: Chirițoiu, Neagu |

| 8 februarie 2020 12:30 | HCF Piatra Neamț | 27 - 18 | CSM Roman | Sala Polivalentă, Piatra Neamț Arbitri: Costache, Vasile |
| 8 februarie 2020 12:30 | Mazilu 10        | (11-7)  | Adin 6    | Sala Polivalentă, Piatra Neamț Arbitri: Costache, Vasile |
| 8 februarie 2020 12:30 | Cronica          |         |           | Sala Polivalentă, Piatra Neamț Arbitri: Costache, Vasile |

| 5 martie 2020 15:30 | HC Dunărea Brăila II | 37 - 21 | Național Brașov | Sala Polivalentă „Danubius”, Brăila Arbitri: Antohi, Ștefan |
| 5 martie 2020 15:30 | Gașpar 8             | (17-11) | Bogdan 6        | Sala Polivalentă „Danubius”, Brăila Arbitri: Antohi, Ștefan |
| 5 martie 2020 15:30 | Cronica              |         |                 | Sala Polivalentă „Danubius”, Brăila Arbitri: Antohi, Ștefan |

### Etapa XIV
| 21 februarie 2020 14:00 | Național Brașov | 18 - 33 | CSM Roman      | Sala „Dumitru Popescu Colibași”, Brașov Arbitri: Chicuș. Olteanu |
| 21 februarie 2020 14:00 | Bogdan 8        | (11-17) | Adin, Neamțu 9 | Sala „Dumitru Popescu Colibași”, Brașov Arbitri: Chicuș. Olteanu |
| 21 februarie 2020 14:00 | Cronica         |         |                | Sala „Dumitru Popescu Colibași”, Brașov Arbitri: Chicuș. Olteanu |

| 21 februarie 2020 15:00 | HC Dunărea Brăila II | 21 - 29 | CSM Galați                               | Sala Polivalentă „Danubius”, Brăila Arbitri: Manafu, Pavel |
| 21 februarie 2020 15:00 | Iordache 6           | (9-16)  | Bokarić, Cîlici, Clisu, Trofin, Vălean 4 | Sala Polivalentă „Danubius”, Brăila Arbitri: Manafu, Pavel |
| 21 februarie 2020 15:00 | Cronica              |         |                                          | Sala Polivalentă „Danubius”, Brăila Arbitri: Manafu, Pavel |

| 22 februarie 2020 12:00 | CS Știința Bacău | 26 - 29 | HCF Piatra Neamț | Sala Sporturilor, Bacău Arbitri: Babău, Roibu |
| 22 februarie 2020 12:00 | Faig 7           | (11-15) | Miron 14         | Sala Sporturilor, Bacău Arbitri: Babău, Roibu |
| 22 februarie 2020 12:00 | Cronica          |         |                  | Sala Sporturilor, Bacău Arbitri: Babău, Roibu |

### Etapa XV
| 27 februarie 2020 15:00 | CSM Galați | 38 - 26 | Național Brașov | Sala Sporturilor „Dunărea”, Galați Arbitri: Ursu, Vâlcu |
| 27 februarie 2020 15:00 | Trofin 7   | (25-12) | Prescură 9      | Sala Sporturilor „Dunărea”, Galați Arbitri: Ursu, Vâlcu |
| 27 februarie 2020 15:00 | Cronica    |         |                 | Sala Sporturilor „Dunărea”, Galați Arbitri: Ursu, Vâlcu |

| 29 februarie 2020 11:00 | CSM Roman | 29 - 26 | CS Știința Bacău | Sala Polivalentă, Roman Arbitri: Badeliță, Poenaru |
| 29 februarie 2020 11:00 | Neamțu 9  | (15-16) | Manoilă 9        | Sala Polivalentă, Roman Arbitri: Badeliță, Poenaru |
| 29 februarie 2020 11:00 | Cronica   |         |                  | Sala Polivalentă, Roman Arbitri: Badeliță, Poenaru |

| 29 februarie 2020 12:00 | HCF Piatra Neamț | 24 - 22 | HC Dunărea Brăila II | Sala Polivalentă, Piatra Neamț Arbitri: Avădani, Popovici |
| 29 februarie 2020 12:00 | Mazilu 11        | (13-13) | Terciu 6             | Sala Polivalentă, Piatra Neamț Arbitri: Avădani, Popovici |
| 29 februarie 2020 12:00 | Cronica          |         |                      | Sala Polivalentă, Piatra Neamț Arbitri: Avădani, Popovici |

### Clasament tur
Clasament valabil pe 29 februarie 2020, la finalul turului.
| Poz. | Echipa               | J  | V  | E | Î  | GM  | GP  | DG    | P  |
| ---- | -------------------- | -- | -- | - | -- | --- | --- | ----- | -- |
| 1    | CSM Galați           | 15 | 15 | 0 | 0  | 517 | 321 | + 196 | 45 |
| 2    | HCF Piatra Neamț     | 14 | 10 | 0 | 4  | 364 | 346 | + 18  | 30 |
| 3    | HC Dunărea Brăila II | 14 | 6  | 1 | 7  | 364 | 331 | + 33  | 19 |
| 4    | CS Știința Bacău     | 14 | 6  | 1 | 7  | 373 | 433 | – 60  | 19 |
| 5    | CSM Roman            | 15 | 2  | 0 | 13 | 338 | 410 | – 72  | 6  |
| 6    | Național Brașov      | 12 | 2  | 0 | 10 | 296 | 411 | – 115 | 6  |

### Rezultate în retur
Date oficiale publicate de Federația Română de Handbal

### Etapa XVI
Pe 8 martie 2020, Federația Română de Handbal a anunțat că numărul total al persoanelor prezente în sălile de sport în timpul partidelor nu trebuie să depășească 1000, în conformitate cu decizia din aceeași zi a Departamentului pentru Situații de Urgență și a Ministerului Afacerilor Interne, pentru a preîntâmpina răspândirea virusului Covid-19. Pe 13 martie, Federația Română de Handbal a decis „sistarea tuturor competițiilor de handbal organizate sub egida F.R.H., A.J.H., A.M.H. până la data de 31 martie”.
| 6 martie 2020 15:00 | HCF Piatra Neamț | 20 - 26 | CSM Galați | Sala Polivalentă, Piatra Neamț Arbitri: Arsene, Bontea |
| 6 martie 2020 15:00 | Miron 8          | (13-10) | Șeiko 5    | Sala Polivalentă, Piatra Neamț Arbitri: Arsene, Bontea |
| 6 martie 2020 15:00 | Cronica          |         |            | Sala Polivalentă, Piatra Neamț Arbitri: Arsene, Bontea |

| 7 martie 2020 15:30 | Național Brașov | 25 - 41 | CS Știința Bacău | Sala „Dumitru Popescu Colibași”, Brașov Arbitri: Bîrsan, Dușa |
| 7 martie 2020 15:30 | Bogdan 7        | (14-18) | Manoilă 13       | Sala „Dumitru Popescu Colibași”, Brașov Arbitri: Bîrsan, Dușa |
| 7 martie 2020 15:30 | Cronica         |         |                  | Sala „Dumitru Popescu Colibași”, Brașov Arbitri: Bîrsan, Dușa |

| 9 martie 2020 10:00 | CSM Roman | 24 - 25 | HC Dunărea Brăila II | Sala Polivalentă, Roman Arbitri: Agavriloaie, Bura |
| 9 martie 2020 10:00 | Adin 8    | (14-13) | Epureanu 9           | Sala Polivalentă, Roman Arbitri: Agavriloaie, Bura |
| 9 martie 2020 10:00 | Cronica   |         |                      | Sala Polivalentă, Roman Arbitri: Agavriloaie, Bura |

### Etapa XVII
| 11 martie 2020 13:00 | HC Dunărea Brăila II | 31 - 27 | CS Știința Bacău | Sala Polivalentă „Danubius”, Brăila Arbitri: Chirițoiu, Neagu |
| 11 martie 2020 13:00 | Epureanu 9           | (14-14) | Manoilă 13       | Sala Polivalentă „Danubius”, Brăila Arbitri: Chirițoiu, Neagu |
| 11 martie 2020 13:00 | Cronica              |         |                  | Sala Polivalentă „Danubius”, Brăila Arbitri: Chirițoiu, Neagu |

| 11 martie 2020 14:00 | CSM Galați | 32 - 26 | CSM Roman | Sala Sporturilor „Dunărea”, Galați Arbitri: Ursu, Vâlcu |
| 11 martie 2020 14:00 | Trofin 7   | (15-8)  | Neamțu 12 | Sala Sporturilor „Dunărea”, Galați Arbitri: Ursu, Vâlcu |
| 11 martie 2020 14:00 | Cronica    |         |           | Sala Sporturilor „Dunărea”, Galați Arbitri: Ursu, Vâlcu |

| 11 martie 2020 16:00 | HCF Piatra Neamț | Anulat | Național Brașov | Sala Polivalentă, Piatra Neamț Arbitri: Grădinaru, Onofrei |
| 11 martie 2020 16:00 | Cronica          |        |                 | Sala Polivalentă, Piatra Neamț Arbitri: Grădinaru, Onofrei |
| 11 martie 2020 16:00 |                  |        |                 | Sala Polivalentă, Piatra Neamț Arbitri: Grădinaru, Onofrei |

Pe 19 martie, Federația Română de Handbal a decis „prelungirea perioadei de suspendare a tuturor competițiilor sportive organizate sub egida F.R.H./A/J.H./A.M.H. până la încheierea Stării de urgență”, instituită din 16 martie 2020 pe o perioadă de 30 de zile prin Decretul nr.195/2020, în contextul pandemiei de Covid-19. Pe 14 aprilie, starea de urgență a fost prelungită pe o perioadă de 30 de zile prin Decretul nr.240/2020.

### Etapa XVIII
|  | Național Brașov | Anulat | HC Dunărea Brăila II | Sala „Dumitru Popescu Colibași”, Brașov |
|  | Cronica         |        |                      | Sala „Dumitru Popescu Colibași”, Brașov |
|  |                 |        |                      | Sala „Dumitru Popescu Colibași”, Brașov |

|  | CS Știința Bacău | Anulat | CSM Galați | Sala Sporturilor, Bacău |
|  | Cronica          |        |            | Sala Sporturilor, Bacău |
|  |                  |        |            | Sala Sporturilor, Bacău |

|  | CSM Roman | Anulat | HCF Piatra Neamț | Sala Polivalentă, Roman |
|  | Cronica   |        |                  | Sala Polivalentă, Roman |
|  |           |        |                  | Sala Polivalentă, Roman |

### Etapa XIX
|  | CSM Roman | Anulat | Național Brașov | Sala Polivalentă, Roman |
|  | Cronica   |        |                 | Sala Polivalentă, Roman |
|  |           |        |                 | Sala Polivalentă, Roman |

|  | HCF Piatra Neamț | Anulat | CS Știința Bacău | Sala Polivalentă, Piatra Neamț |
|  | Cronica          |        |                  | Sala Polivalentă, Piatra Neamț |
|  |                  |        |                  | Sala Polivalentă, Piatra Neamț |

|  | CSM Galați | Anulat | HC Dunărea Brăila II | Sala Sporturilor „Dunărea”, Galați |
|  | Cronica    |        |                      | Sala Sporturilor „Dunărea”, Galați |
|  |            |        |                      | Sala Sporturilor „Dunărea”, Galați |

### Etapa XX
|  | Național Brașov | Anulat | CSM Galați | Sala „Dumitru Popescu Colibași”, Brașov |
|  | Cronica         |        |            | Sala „Dumitru Popescu Colibași”, Brașov |
|  |                 |        |            | Sala „Dumitru Popescu Colibași”, Brașov |

|  | HC Dunărea Brăila II | Anulat | HCF Piatra Neamț | Sala Polivalentă „Danubius”, Brăila |
|  | Cronica              |        |                  | Sala Polivalentă „Danubius”, Brăila |
|  |                      |        |                  | Sala Polivalentă „Danubius”, Brăila |

|  | CS Știința Bacău | Anulat | CSM Roman | Sala Sporturilor, Bacău |
|  | Cronica          |        |           | Sala Sporturilor, Bacău |
|  |                  |        |           | Sala Sporturilor, Bacău |

## Seria B

### Clasament
Clasament actualizat pe 18 martie 2020, valabil pe 18 mai 2020, după anularea etapelor rămase de disputat.1)
| Poz. | Echipa                       | J  | V  | E | Î  | GM  | GP  | DG    | P  |
| ---- | ---------------------------- | -- | -- | - | -- | --- | --- | ----- | -- |
| 1    | CSU Neptun Constanța         | 21 | 18 | 1 | 2  | 674 | 473 | + 201 | 55 |
| 2    | CSU Știința București        | 20 | 17 | 1 | 2  | 537 | 398 | + 139 | 52 |
| 3    | CSM București II             | 21 | 10 | 0 | 11 | 609 | 570 | + 39  | 30 |
| 4    | CS Danubius Călărași1)2)     | 20 | 9  | 0 | 11 | 443 | 498 | – 55  | 25 |
| 5    | ACS Școala 181 SSP București | 20 | 8  | 0 | 12 | 538 | 536 | + 2   | 24 |
| 6    | HC Dinamo Bitcoin București  | 20 | 8  | 0 | 12 | 520 | 552 | – 32  | 24 |
| 7    | ACS Spartac UNEFS București  | 20 | 0  | 0 | 20 | 397 | 691 | – 294 | 0  |

1) CS Danubius Călărași a fost penalizată cu un punct pentru folosirea unei jucătoare fără drept de joc.
2) CS Danubius Călărași a fost penalizată cu un punct pentru lipsei asistenței medicale.
1) Pe 18 mai 2020, Consiliul de Administrație al FRH a decis anularea etapelor rămase de disputat și încheierea campionatului cu rămânerea în vigoare a clasamentelor în seriile Diviziei A conform situației existente la data de 11 martie 2020, când s-a desfășurat ultimul meci, aplicându-se criteriile de departajare finală.

### Rezultate în tur
Date oficiale publicate de Federația Română de Handbal

### Etapa I
| 7 septembrie 2019 10:00 | CSU Știința București | 31 - 23 | CS Danubius Călărași | Sala Sporturilor „Concordia”, Chiajna Arbitri: Cazan, Suliman |
| 7 septembrie 2019 10:00 | Mălăncuș 8            | (14-9)  | Croitoru 10          | Sala Sporturilor „Concordia”, Chiajna Arbitri: Cazan, Suliman |
| 7 septembrie 2019 10:00 | Cronica               |         |                      | Sala Sporturilor „Concordia”, Chiajna Arbitri: Cazan, Suliman |

| 7 septembrie 2019 12:00 | CSM București II          | 28 - 37 | CSU Neptun Constanța | Sala Elite, București Arbitri: Babău, Roibu |
| 7 septembrie 2019 12:00 | Csavar, Lăscăteu, Voica 5 | (15-21) | Căldare, Pintilie 9  | Sala Elite, București Arbitri: Babău, Roibu |
| 7 septembrie 2019 12:00 | Cronica                   |         |                      | Sala Elite, București Arbitri: Babău, Roibu |

| 7 septembrie 2019 14:00 | ACS Spartac UNEFS București | 13 - 33 | HC Dinamo Bitcoin București | Sala Iris, București Arbitri: Costache, Vasile |
| 7 septembrie 2019 14:00 |                             | (7-20)  | Tincu 10                    | Sala Iris, București Arbitri: Costache, Vasile |
| 7 septembrie 2019 14:00 | Cronica                     |         |                             | Sala Iris, București Arbitri: Costache, Vasile |

ACS Școala 181 SSP București a stat.

### Etapa II
| 11 septembrie 2019 14:00 | CSU Neptun Constanța | 42 - 16 | ACS Spartac UNEFS București | Sala Sporturilor, Constanța Arbitri: Cristea, Marin |
| 11 septembrie 2019 14:00 | Căldare 9            | (22-5)  |                             | Sala Sporturilor, Constanța Arbitri: Cristea, Marin |
| 11 septembrie 2019 14:00 | Cronica              |         |                             | Sala Sporturilor, Constanța Arbitri: Cristea, Marin |

| 11 septembrie 2019 18:00 | CS Danubius Călărași | 27 - 26 | CSM București II | Sala Șc. 11 T. Vladimirescu, Călărași Arbitri: Chirițoiu, Neagu |
| 11 septembrie 2019 18:00 |                      | (16-16) | Csavar 9         | Sala Șc. 11 T. Vladimirescu, Călărași Arbitri: Chirițoiu, Neagu |
| 11 septembrie 2019 18:00 | Cronica              |         |                  | Sala Șc. 11 T. Vladimirescu, Călărași Arbitri: Chirițoiu, Neagu |

| 11 septembrie 2019 18:00 | ACS Școala 181 SSP București | 18 - 27 | CSU Știința București | Sala Iris, București Arbitri: Radu, Vișan |
| 11 septembrie 2019 18:00 |                              | (8-15)  | Grigoraș 6            | Sala Iris, București Arbitri: Radu, Vișan |
| 11 septembrie 2019 18:00 | Cronica                      |         |                       | Sala Iris, București Arbitri: Radu, Vișan |

HC Dinamo Bitcoin București a stat.

### Etapa III
| 14 septembrie 2019 14:30 | CSM București II          | 35 - 33 | ACS Școala 181 SSP București | Sala Elite, București Arbitri: Manafu, Pavel |
| 14 septembrie 2019 14:30 | Fînaru, Lăscăteu, Mihai 7 | (25-15) |                              | Sala Elite, București Arbitri: Manafu, Pavel |
| 14 septembrie 2019 14:30 | Cronica                   |         |                              | Sala Elite, București Arbitri: Manafu, Pavel |

| 14 septembrie 2019 11:00 | HC Dinamo Bitcoin București | 22 - 26 | CSU Neptun Constanța | Sala Iris, București Arbitri: Arsene, Bontea |
| 14 septembrie 2019 11:00 | Tincu 6                     | (11-14) | Căldare, Ciucanu 7   | Sala Iris, București Arbitri: Arsene, Bontea |
| 14 septembrie 2019 11:00 | Cronica                     |         |                      | Sala Iris, București Arbitri: Arsene, Bontea |

| 14 septembrie 2019 13:00 | ACS Spartac UNEFS București | 19 - 24 | CS Danubius Călărași | Sala Iris, București Arbitri: Mărgărit, Pirciu |
| 14 septembrie 2019 13:00 | (8-15)                      |         |                      | Sala Iris, București Arbitri: Mărgărit, Pirciu |
| 14 septembrie 2019 13:00 | Cronica                     |         |                      | Sala Iris, București Arbitri: Mărgărit, Pirciu |

CS Universitatea Știința București a stat.

### Etapa IV
| 21 septembrie 2019 11:00 | CSU Știința București | 28 - 21 | CSM București II | Sala Sporturilor „Concordia”, Chiajna Arbitri: Constantin, Enache |
| 21 septembrie 2019 11:00 | Dumitrache, Moisin 5  | (12-10) | Mihai 7          | Sala Sporturilor „Concordia”, Chiajna Arbitri: Constantin, Enache |
| 21 septembrie 2019 11:00 | Cronica               |         |                  | Sala Sporturilor „Concordia”, Chiajna Arbitri: Constantin, Enache |

| 21 septembrie 2019 11:00 | ACS Școala 181 SSP București | 37 - 27 | ACS Spartac UNEFS București | Sala Iris, București Arbitri: Radu, Vișan |
| 21 septembrie 2019 11:00 | (17-14)                      |         |                             | Sala Iris, București Arbitri: Radu, Vișan |
| 21 septembrie 2019 11:00 | Cronica                      |         |                             | Sala Iris, București Arbitri: Radu, Vișan |

| 21 septembrie 2019 11:00 | CS Danubius Călărași | 21 - 30 | HC Dinamo Bitcoin București | Sala Șc. 11 T. Vladimirescu, Călărași Arbitri: Ghiță, Topliceanu |
| 21 septembrie 2019 11:00 |                      | (10-12) | Tincu 6                     | Sala Șc. 11 T. Vladimirescu, Călărași Arbitri: Ghiță, Topliceanu |
| 21 septembrie 2019 11:00 | Cronica              |         |                             | Sala Șc. 11 T. Vladimirescu, Călărași Arbitri: Ghiță, Topliceanu |

CSU Neptun Constanța a stat.

### Etapa V
| 4 octombrie 2019 14:00 | CSU Neptun Constanța | 40 - 16 | CS Danubius Călărași | Sala Sporturilor, Constanța Arbitri: Costache, Vasile |
| 4 octombrie 2019 14:00 | Ciucanu, Hudițeanu 8 | (18-6)  | Croitoru 5           | Sala Sporturilor, Constanța Arbitri: Costache, Vasile |
| 4 octombrie 2019 14:00 | Cronica              |         |                      | Sala Sporturilor, Constanța Arbitri: Costache, Vasile |

| 5 octombrie 2019 11:00 | HC Dinamo Bitcoin București | 35 - 34 | ACS Școala 181 SSP București | Sala Iris, București Arbitri: Ivanciu, Nedelcu |
| 5 octombrie 2019 11:00 | (17-12)                     |         |                              | Sala Iris, București Arbitri: Ivanciu, Nedelcu |
| 5 octombrie 2019 11:00 | Cronica                     |         |                              | Sala Iris, București Arbitri: Ivanciu, Nedelcu |

| 5 octombrie 2019 13:00 | ACS Spartac UNEFS București | 19 - 35 | CSU Știința București | Sala Iris, București Arbitri: Ghesoiu, Tănăsescu |
| 5 octombrie 2019 13:00 | (11-16)                     |         |                       | Sala Iris, București Arbitri: Ghesoiu, Tănăsescu |
| 5 octombrie 2019 13:00 | Cronica                     |         |                       | Sala Iris, București Arbitri: Ghesoiu, Tănăsescu |

CSM București II a stat.

### Etapa VI
| 11 octombrie 2019 11:00 | ACS Școala 181 SSP București | 27 - 38 | CSU Neptun Constanța | Sala Iris, București Arbitri: Ivanciu, Nedelcu |
| 11 octombrie 2019 11:00 |                              | (12-24) | Ciucanu 9            | Sala Iris, București Arbitri: Ivanciu, Nedelcu |
| 11 octombrie 2019 11:00 | Cronica                      |         |                      | Sala Iris, București Arbitri: Ivanciu, Nedelcu |

| 12 octombrie 2019 12:00 | CSU Știința București | 25 - 18 | HC Dinamo Bitcoin București | Sala Sporturilor „Concordia”, Chiajna Arbitri: Costache, Vasile |
| 12 octombrie 2019 12:00 | Mălăncuș 8            | (11-8)  | Tincu 6                     | Sala Sporturilor „Concordia”, Chiajna Arbitri: Costache, Vasile |
| 12 octombrie 2019 12:00 | Cronica               |         |                             | Sala Sporturilor „Concordia”, Chiajna Arbitri: Costache, Vasile |

| 15 octombrie 2019 18:30 | CSM București II | 40 - 26 | ACS Spartac UNEFS București | Sala Elite, București Arbitri: Radu, Vișan |
| 15 octombrie 2019 18:30 | (20-12)          |         |                             | Sala Elite, București Arbitri: Radu, Vișan |
| 15 octombrie 2019 18:30 | Cronica          |         |                             | Sala Elite, București Arbitri: Radu, Vișan |

CS Danubius Călărași a stat.

### Etapa VII
| 18 octombrie 2019 17:00 | HC Dinamo Bitcoin București | 28 - 34 | CSM București II | Sala Elite, București Arbitri: Constantin, Enache |
| 18 octombrie 2019 17:00 | (13-19)                     |         |                  | Sala Elite, București Arbitri: Constantin, Enache |
| 18 octombrie 2019 17:00 | Cronica                     |         |                  | Sala Elite, București Arbitri: Constantin, Enache |

| 18 octombrie 2019 18:00 | CS Danubius Călărași | 27 - 25 | ACS Școala 181 SSP București | Sala Șc. 11 T. Vladimirescu, Călărași Arbitri: Ghesoiu, Tănăsescu |
| 18 octombrie 2019 18:00 | Croitoru 8           | (12-12) | Milea 9                      | Sala Șc. 11 T. Vladimirescu, Călărași Arbitri: Ghesoiu, Tănăsescu |
| 18 octombrie 2019 18:00 | Cronica              |         |                              | Sala Șc. 11 T. Vladimirescu, Călărași Arbitri: Ghesoiu, Tănăsescu |

| 19 octombrie 2019 14:00 | CSU Neptun Constanța | 20 - 20 | CSU Știința București | Sala Sporturilor, Constanța Arbitri: Popa, Velișca |
| 19 octombrie 2019 14:00 | Ciucanu 5            | (6-10)  | Grigoraș 6            | Sala Sporturilor, Constanța Arbitri: Popa, Velișca |
| 19 octombrie 2019 14:00 | Cronica              |         |                       | Sala Sporturilor, Constanța Arbitri: Popa, Velișca |

ACS Spartac UNEFS București a stat.

### Clasament tur
Clasament valabil pe 19 octombrie 2019, la finalul turului.
| Poz. | Echipa                       | J | V | E | Î | GM  | GP  | DG   | P  |
| ---- | ---------------------------- | - | - | - | - | --- | --- | ---- | -- |
| 1    | CSU Neptun Constanța         | 6 | 5 | 1 | 0 | 203 | 129 | + 74 | 16 |
| 2    | CSU Știința București        | 6 | 5 | 1 | 0 | 166 | 119 | + 47 | 16 |
| 3    | HC Dinamo Bitcoin București  | 6 | 3 | 0 | 3 | 166 | 153 | + 13 | 9  |
| 4    | CSM București II             | 6 | 3 | 0 | 3 | 184 | 179 | + 5  | 9  |
| 5    | CS Danubius Călărași         | 6 | 3 | 0 | 3 | 138 | 171 | – 33 | 9  |
| 6    | ACS Școala 181 SSP București | 6 | 1 | 0 | 5 | 174 | 189 | – 15 | 3  |
| 7    | ACS Spartac UNEFS București  | 6 | 0 | 0 | 6 | 120 | 211 | – 91 | 0  |

### Rezultate în retur
Date oficiale publicate de Federația Română de Handbal

### Etapa VIII
| 29 octombrie 2019 18:30 | HC Dinamo Bitcoin București | 30 - 24 | ACS Spartac UNEFS București | Sala Iris, București Arbitri: Geaburu, Mitran |
| 29 octombrie 2019 18:30 | (16-13)                     |         |                             | Sala Iris, București Arbitri: Geaburu, Mitran |
| 29 octombrie 2019 18:30 | Cronica                     |         |                             | Sala Iris, București Arbitri: Geaburu, Mitran |

| 30 octombrie 2019 14:00 | CSU Neptun Constanța | 28 - 19 | CSM București II | Sala Sporturilor, Constanța Arbitri: Drăghici, Dragut |
| 30 octombrie 2019 14:00 | Oprică 7             | (16-11) | Dima 5           | Sala Sporturilor, Constanța Arbitri: Drăghici, Dragut |
| 30 octombrie 2019 14:00 | Cronica              |         |                  | Sala Sporturilor, Constanța Arbitri: Drăghici, Dragut |

| 30 octombrie 2019 18:30 | CS Danubius Călărași          | 13 - 31 | CSU Știința București | Sala Șc. 11 T. Vladimirescu, Călărași Arbitri: Basso, Tofan |
| 30 octombrie 2019 18:30 | Croitoru, Florea, Sbingheci 3 | (7-13)  | Mălăncuș 8            | Sala Șc. 11 T. Vladimirescu, Călărași Arbitri: Basso, Tofan |
| 30 octombrie 2019 18:30 | Cronica                       |         |                       | Sala Șc. 11 T. Vladimirescu, Călărași Arbitri: Basso, Tofan |

ACS Școala 181 SSP București a stat.

### Etapa IX
| 2 noiembrie 2019 10:00 | CSM București II | 33 - 24 | CS Danubius Călărași | Sala Elite, București Arbitri: Cazan, Suliman |
| 2 noiembrie 2019 10:00 | Voica 8          | (19-8)  | Croitoru 10          | Sala Elite, București Arbitri: Cazan, Suliman |
| 2 noiembrie 2019 10:00 | Cronica          |         |                      | Sala Elite, București Arbitri: Cazan, Suliman |

| 2 noiembrie 2019 11:00 | CSU Știința București | 30 - 26 | ACS Școala 181 SSP București | Sala Sporturilor „Concordia”, Chiajna Arbitri: Nițișor, Stamatoiu |
| 2 noiembrie 2019 11:00 | Grigoraș 6            | (15-13) | Milea 9                      | Sala Sporturilor „Concordia”, Chiajna Arbitri: Nițișor, Stamatoiu |
| 2 noiembrie 2019 11:00 | Cronica               |         |                              | Sala Sporturilor „Concordia”, Chiajna Arbitri: Nițișor, Stamatoiu |

| 2 noiembrie 2019 13:00 | ACS Spartac UNEFS București | 20 - 42 | CSU Neptun Constanța | Sala Iris, București Arbitri: Cristea, Marin |
| 2 noiembrie 2019 13:00 |                             | (12-20) | Verde 8              | Sala Iris, București Arbitri: Cristea, Marin |
| 2 noiembrie 2019 13:00 | Cronica                     |         |                      | Sala Iris, București Arbitri: Cristea, Marin |

HC Dinamo Bitcoin București a stat.

### Etapa X
| 9 noiembrie 2019 11:00 | ACS Școala 181 SSP București | 26 - 30 | CSM București II | Sala Iris, București Arbitri: Costache, Vasile |
| 9 noiembrie 2019 11:00 |                              | (12-12) | Dima, Mihai 6    | Sala Iris, București Arbitri: Costache, Vasile |
| 9 noiembrie 2019 11:00 | Cronica                      |         |                  | Sala Iris, București Arbitri: Costache, Vasile |

| 9 noiembrie 2019 13:00 | CSU Neptun Constanța | 30 - 22 | HC Dinamo Bitcoin București | Sala Sporturilor, Constanța Arbitri: Arsene, Bontea |
| 9 noiembrie 2019 13:00 | Oprică 10            | (14-7)  | Predoi, Tincu 5             | Sala Sporturilor, Constanța Arbitri: Arsene, Bontea |
| 9 noiembrie 2019 13:00 | Cronica              |         |                             | Sala Sporturilor, Constanța Arbitri: Arsene, Bontea |

| 10 noiembrie 2019 12:00 | CS Danubius Călărași | 29 - 18 | ACS Spartac UNEFS București | Sala Polivalentă, Călărași Arbitri: Ivanciu, Nedelcu |
| 10 noiembrie 2019 12:00 | (14-7)               |         |                             | Sala Polivalentă, Călărași Arbitri: Ivanciu, Nedelcu |
| 10 noiembrie 2019 12:00 | Cronica              |         |                             | Sala Polivalentă, Călărași Arbitri: Ivanciu, Nedelcu |

CS Universitatea Știința București a stat.

### Etapa XI
| 13 noiembrie 2019 14:00 | HC Dinamo Bitcoin București | 24 - 25 | CS Danubius Călărași | Sala Elite, București Arbitri: Ghiță, Topliceanu |
| 13 noiembrie 2019 14:00 | Birton, Vicențiu 5          | (13-13) | Croitoru 9           | Sala Elite, București Arbitri: Ghiță, Topliceanu |
| 13 noiembrie 2019 14:00 | Cronica                     |         |                      | Sala Elite, București Arbitri: Ghiță, Topliceanu |

| 13 noiembrie 2019 15:00 | CSM București II | 26 - 28 | CSU Știința București | Sala Polivalentă, București Arbitri: Doană, Enache |
| 13 noiembrie 2019 15:00 | Csavar 6         | (12-11) | Grigoraș 8            | Sala Polivalentă, București Arbitri: Doană, Enache |
| 13 noiembrie 2019 15:00 | Cronica          |         |                       | Sala Polivalentă, București Arbitri: Doană, Enache |

| 13 noiembrie 2019 18:30 | ACS Spartac UNEFS București | 19 - 27 | ACS Școala 181 SSP București | Sala Iris, București Arbitri: Ciutacu, Tiță |
| 13 noiembrie 2019 18:30 | (10-15)                     |         |                              | Sala Iris, București Arbitri: Ciutacu, Tiță |
| 13 noiembrie 2019 18:30 | Cronica                     |         |                              | Sala Iris, București Arbitri: Ciutacu, Tiță |

CSU Neptun Constanța a stat.

### Etapa XII
| 16 noiembrie 2019 11:00 | ACS Școala 181 SSP București | 18 - 20 | HC Dinamo Bitcoin București | Sala Iris, București Arbitri: Marin, Ungureanu |
| 16 noiembrie 2019 11:00 |                              | (9-11)  | Predoi 6                    | Sala Iris, București Arbitri: Marin, Ungureanu |
| 16 noiembrie 2019 11:00 | Cronica                      |         |                             | Sala Iris, București Arbitri: Marin, Ungureanu |

| 16 noiembrie 2019 13:00 | CS Danubius Călărași | 22 - 27 | CSU Neptun Constanța | Sala Șc. 11 T. Vladimirescu, Călărași Arbitri: Chirițoiu, Neagu |
| 16 noiembrie 2019 13:00 |                      | (11-14) | Căldare 7            | Sala Șc. 11 T. Vladimirescu, Călărași Arbitri: Chirițoiu, Neagu |
| 16 noiembrie 2019 13:00 | Cronica              |         |                      | Sala Șc. 11 T. Vladimirescu, Călărași Arbitri: Chirițoiu, Neagu |

| 17 noiembrie 2019 14:00 | CSU Știința București | 36 - 16 | ACS Spartac UNEFS București | Sala Sporturilor „Concordia”, Chiajna Arbitri: Geaburu, Mitran |
| 17 noiembrie 2019 14:00 | (18-8)                |         |                             | Sala Sporturilor „Concordia”, Chiajna Arbitri: Geaburu, Mitran |
| 17 noiembrie 2019 14:00 | Cronica               |         |                             | Sala Sporturilor „Concordia”, Chiajna Arbitri: Geaburu, Mitran |

CSM București II a stat.

### Etapa XIII
| 27 noiembrie 2019 18:00 | ACS Spartac UNEFS București | 23 - 43 | CSM București II | Sala Elite, București Arbitri: Ali, Mihordea |
| 27 noiembrie 2019 18:00 | (12-22)                     |         |                  | Sala Elite, București Arbitri: Ali, Mihordea |
| 27 noiembrie 2019 18:00 | Cronica                     |         |                  | Sala Elite, București Arbitri: Ali, Mihordea |

| 30 noiembrie 2019 14:00 | CSU Neptun Constanța | 35 - 25 | ACS Școala 181 SSP București | Sala Sporturilor, Constanța Arbitri: Basso, Tofan |
| 30 noiembrie 2019 14:00 | Căldare 10           | (16-11) |                              | Sala Sporturilor, Constanța Arbitri: Basso, Tofan |
| 30 noiembrie 2019 14:00 | Cronica              |         |                              | Sala Sporturilor, Constanța Arbitri: Basso, Tofan |

| 1 decembrie 2019 11:00 | HC Dinamo Bitcoin București | 22 - 25 | CSU Știința București | Sala Elite, București Arbitri: Doană, Gociu |
| 1 decembrie 2019 11:00 | (7-13)                      |         |                       | Sala Elite, București Arbitri: Doană, Gociu |
| 1 decembrie 2019 11:00 | Cronica                     |         |                       | Sala Elite, București Arbitri: Doană, Gociu |

CS Danubius Călărași a stat.

### Etapa XIV
| 8 ianuarie 2020 15:30 | CSM București II | 41 - 26 | HC Dinamo Bitcoin București | Sala Rapid, București Arbitri: Constantin, Enache |
| 8 ianuarie 2020 15:30 | (17-16)          |         |                             | Sala Rapid, București Arbitri: Constantin, Enache |
| 8 ianuarie 2020 15:30 | Cronica          |         |                             | Sala Rapid, București Arbitri: Constantin, Enache |

| 8 ianuarie 2020 16:00 | CSU Știința București | 22 - 21 | CSU Neptun Constanța | Sala Sporturilor „Concordia”, Chiajna Arbitri: Babău, Roibu |
| 8 ianuarie 2020 16:00 | Dumitrache 7          | (9-10)  | Oprică 8             | Sala Sporturilor „Concordia”, Chiajna Arbitri: Babău, Roibu |
| 8 ianuarie 2020 16:00 | Cronica               |         |                      | Sala Sporturilor „Concordia”, Chiajna Arbitri: Babău, Roibu |

| 8 ianuarie 2020 18:00 | ACS Școala 181 SSP București | 21 - 18 | CS Danubius Călărași | Sala Iris, București Arbitri: Ali, Mihordea |
| 8 ianuarie 2020 18:00 | (11-12)                      |         |                      | Sala Iris, București Arbitri: Ali, Mihordea |
| 8 ianuarie 2020 18:00 | Cronica                      |         |                      | Sala Iris, București Arbitri: Ali, Mihordea |

ACS Spartac UNEFS București a stat.

### Clasament retur
Clasament valabil pe 8 ianuarie 2020, la finalul returului.
| Poz. | Echipa                       | J  | V  | E | Î  | GM  | GP  | DG    | P  |
| ---- | ---------------------------- | -- | -- | - | -- | --- | --- | ----- | -- |
| 1    | CSU Știința București        | 12 | 11 | 1 | 0  | 338 | 243 | + 95  | 34 |
| 2    | CSU Neptun Constanța         | 12 | 10 | 1 | 1  | 386 | 259 | + 127 | 31 |
| 3    | CSM București II             | 12 | 7  | 0 | 5  | 376 | 334 | + 42  | 21 |
| 4    | HC Dinamo Bitcoin București  | 12 | 5  | 0 | 7  | 305 | 321 | – 16  | 15 |
| 5    | CS Danubius Călărași         | 12 | 5  | 0 | 7  | 269 | 325 | – 56  | 15 |
| 6    | ACS Școala 181 SSP București | 12 | 3  | 0 | 9  | 317 | 341 | – 24  | 9  |
| 7    | ACS Spartac UNEFS București  | 12 | 0  | 0 | 12 | 240 | 418 | – 178 | 0  |

### Rezultate în tur
Date oficiale publicate de Federația Română de Handbal

### Etapa XV
| 11 ianuarie 2020 11:00 | CSU Știința București | 26 - 28 | CS Danubius Călărași | Sala Sporturilor „Concordia”, Chiajna Arbitri: Chirițoiu, Neagu |
| 11 ianuarie 2020 11:00 | Cozma 5               | (10-16) | Vîlcu 10             | Sala Sporturilor „Concordia”, Chiajna Arbitri: Chirițoiu, Neagu |
| 11 ianuarie 2020 11:00 | Cronica               |         |                      | Sala Sporturilor „Concordia”, Chiajna Arbitri: Chirițoiu, Neagu |

| 11 ianuarie 2020 11:00 | CSM București II | 28 - 34 | CSU Neptun Constanța | Sala Elite, București Arbitri: Chicuș, Olteanu |
| 11 ianuarie 2020 11:00 |                  | (11-17) | Stănciulescu 9       | Sala Elite, București Arbitri: Chicuș, Olteanu |
| 11 ianuarie 2020 11:00 | Cronica          |         |                      | Sala Elite, București Arbitri: Chicuș, Olteanu |

| 11 ianuarie 2020 13:00 | ACS Spartac UNEFS București | 26 - 32 | HC Dinamo Bitcoin București | Sala Iris, București Arbitri: Radu, Vișan |
| 11 ianuarie 2020 13:00 | (13-16)                     |         |                             | Sala Iris, București Arbitri: Radu, Vișan |
| 11 ianuarie 2020 13:00 | Cronica                     |         |                             | Sala Iris, București Arbitri: Radu, Vișan |

ACS Școala 181 SSP București a stat.

### Etapa XVI
| 18 ianuarie 2020 13:00 | ACS Școala 181 SSP București | 25 - 19 | CSU Știința București  | Sala Iris, București Arbitri: Radu, Vișan |
| 18 ianuarie 2020 13:00 | Roșu, Vicențiu 5             | (14-10) | Dumitrache, Grigoraș 5 | Sala Iris, București Arbitri: Radu, Vișan |
| 18 ianuarie 2020 13:00 | Cronica                      |         |                        | Sala Iris, București Arbitri: Radu, Vișan |

| 18 ianuarie 2020 14:00 | CSU Neptun Constanța | 35 - 16 | ACS Spartac UNEFS București | Sala Sporturilor, Constanța Arbitri: Arsene, Bontea |
| 18 ianuarie 2020 14:00 | Gîjulete 8           | (14-8)  |                             | Sala Sporturilor, Constanța Arbitri: Arsene, Bontea |
| 18 ianuarie 2020 14:00 | Cronica              |         |                             | Sala Sporturilor, Constanța Arbitri: Arsene, Bontea |

| 18 ianuarie 2020 18:00 | CS Danubius Călărași | 0 - 101) 26 - 26 | CSM București II     | Sala Polivalentă, Călărași Arbitri: Gheorghiu, Hagiu |
| 18 ianuarie 2020 18:00 | Vîlcu 10             | (16-14)          | Csavar, Dumitrașcu 6 | Sala Polivalentă, Călărași Arbitri: Gheorghiu, Hagiu |
| 18 ianuarie 2020 18:00 | Cronica              |                  |                      | Sala Polivalentă, Călărași Arbitri: Gheorghiu, Hagiu |

HC Dinamo Bitcoin București a stat.
1) CS Danubius Călărași a fost penalizată cu un punct pentru folosirea unei jucătoare fără drept de joc. FRH a decis că CS Danubius Călărași va pierde meciul la „masa verde” cu 0-10.

### Etapa XVII
| 24 ianuarie 2020 11:00 | ACS Spartac UNEFS București | 18 - 38 | CS Danubius Călărași | Sala Iris, București Arbitri: Diba, Duminiciou |
| 24 ianuarie 2020 11:00 |                             | (6-16)  | Croitoru, Gavrilă 10 | Sala Iris, București Arbitri: Diba, Duminiciou |
| 24 ianuarie 2020 11:00 | Cronica                     |         |                      | Sala Iris, București Arbitri: Diba, Duminiciou |

| 25 ianuarie 2020 10:00 | CSM București II | 20 - 24 | ACS Școala 181 SSP București | Sala Elite, București Arbitri: Ciutacu, Tiță |
| 25 ianuarie 2020 10:00 | Voica 4          | (9-13)  |                              | Sala Elite, București Arbitri: Ciutacu, Tiță |
| 25 ianuarie 2020 10:00 | Cronica          |         |                              | Sala Elite, București Arbitri: Ciutacu, Tiță |

| 25 ianuarie 2020 17:00 | HC Dinamo Bitcoin București | 21 - 32 | CSU Neptun Constanța | Sala Elite, București Arbitri: Mărgărit, Pirciu |
| 25 ianuarie 2020 17:00 | Zamfira 4                   | (9-15)  | Gîjulete 7           | Sala Elite, București Arbitri: Mărgărit, Pirciu |
| 25 ianuarie 2020 17:00 | Cronica                     |         |                      | Sala Elite, București Arbitri: Mărgărit, Pirciu |

CS Universitatea Știința București a stat.

### Etapa XVIII
| 1 februarie 2020 11:00 | CSU Știința București | 30 - 25 | CSM București II | Sala Sporturilor „Concordia”, Chiajna Arbitri: Doană, Gociu |
| 1 februarie 2020 11:00 | Mălăncuș 7            | (15-10) | Csavar 7         | Sala Sporturilor „Concordia”, Chiajna Arbitri: Doană, Gociu |
| 1 februarie 2020 11:00 | Cronica               |         |                  | Sala Sporturilor „Concordia”, Chiajna Arbitri: Doană, Gociu |

| 1 februarie 2020 12:30 | CS Danubius Călărași | 28 - 22 | HC Dinamo Bitcoin București | Sala Șc. 11 T. Vladimirescu, Călărași Arbitri: Popa, Velișca |
| 1 februarie 2020 12:30 | Croitoru 8           | (17-10) | M. Arvatu 6                 | Sala Șc. 11 T. Vladimirescu, Călărași Arbitri: Popa, Velișca |
| 1 februarie 2020 12:30 | Cronica              |         |                             | Sala Șc. 11 T. Vladimirescu, Călărași Arbitri: Popa, Velișca |

| 1 februarie 2020 13:00 | ACS Școala 181 SSP București | 36 - 18 | ACS Spartac UNEFS București | Sala Iris, București Arbitri: Radu, Vișan |
| 1 februarie 2020 13:00 |                              | (19-5)  | Halmagyi, Mortu 4           | Sala Iris, București Arbitri: Radu, Vișan |
| 1 februarie 2020 13:00 | Cronica                      |         |                             | Sala Iris, București Arbitri: Radu, Vișan |

CSU Neptun Constanța a stat.

### Etapa XIX
| 8 februarie 2020 11:00 | HC Dinamo Bitcoin București | 26 - 32 | ACS Școala 181 SSP București | Sala Iris, București Arbitri: Cazan, Suliman |
| 8 februarie 2020 11:00 | Gheorghe 9                  | (13-15) |                              | Sala Iris, București Arbitri: Cazan, Suliman |
| 8 februarie 2020 11:00 | Cronica                     |         |                              | Sala Iris, București Arbitri: Cazan, Suliman |

| 8 februarie 2020 13:00 | ACS Spartac UNEFS București | 18 - 38 | CSU Știința București | Sala Iris, București Arbitri: Drăgoi, Oprea |
| 8 februarie 2020 13:00 |                             | (8-18)  | Mălăncuș 10           | Sala Iris, București Arbitri: Drăgoi, Oprea |
| 8 februarie 2020 13:00 | Cronica                     |         |                       | Sala Iris, București Arbitri: Drăgoi, Oprea |

| 8 februarie 2020 14:00 | CSU Neptun Constanța | 25 - 22 | CS Danubius Călărași | Sala Sporturilor, Constanța Arbitri: Manafu, Pavel |
| 8 februarie 2020 14:00 | Verde 8              | (16-13) | Croitoru, Vîlcu 6    | Sala Sporturilor, Constanța Arbitri: Manafu, Pavel |
| 8 februarie 2020 14:00 | Cronica              |         |                      | Sala Sporturilor, Constanța Arbitri: Manafu, Pavel |

CSM București II a stat.

### Etapa XX
| 14 februarie 2020 18:00 | CSU Știința București | 28 - 16 | HC Dinamo Bitcoin București | Sala Sporturilor „Concordia”, Chiajna Arbitri: Constantin, Enache |
| 14 februarie 2020 18:00 | (13-9)                |         |                             | Sala Sporturilor „Concordia”, Chiajna Arbitri: Constantin, Enache |
| 14 februarie 2020 18:00 | Cronica               |         |                             | Sala Sporturilor „Concordia”, Chiajna Arbitri: Constantin, Enache |

| 15 februarie 2020 10:00 | CSM București II | 31 - 20 | ACS Spartac UNEFS București | Sala Elite, București Arbitri: Radu, Vișan |
| 15 februarie 2020 10:00 | (14-12)          |         |                             | Sala Elite, București Arbitri: Radu, Vișan |
| 15 februarie 2020 10:00 | Cronica          |         |                             | Sala Elite, București Arbitri: Radu, Vișan |

| 15 februarie 2020 14:00 | ACS Școala 181 SSP București | 30 - 31 | CSU Neptun Constanța | Sala Iris, București Arbitri: Popa, Velișca |
| 15 februarie 2020 14:00 |                              | (17-23) | Căldare, Verde 8     | Sala Iris, București Arbitri: Popa, Velișca |
| 15 februarie 2020 14:00 | Cronica                      |         |                      | Sala Iris, București Arbitri: Popa, Velișca |

CS Danubius Călărași a stat.

### Etapa XXI
| 20 februarie 2020 17:30 | HC Dinamo Bitcoin București | 33 - 25 | CSM București II | Sala Elite, București Arbitri: Basso, Tofan |
| 20 februarie 2020 17:30 | (14-15)                     |         |                  | Sala Elite, București Arbitri: Basso, Tofan |
| 20 februarie 2020 17:30 | Cronica                     |         |                  | Sala Elite, București Arbitri: Basso, Tofan |

| 22 februarie 2020 10:00 | CS Danubius Călărași | 21 - 27 | ACS Școala 181 SSP București | Sala Șc. 11 T. Vladimirescu, Călărași Arbitri: Ghiță, Topliceanu |
| 22 februarie 2020 10:00 | Croitoru 9           | (12-13) |                              | Sala Șc. 11 T. Vladimirescu, Călărași Arbitri: Ghiță, Topliceanu |
| 22 februarie 2020 10:00 | Cronica              |         |                              | Sala Șc. 11 T. Vladimirescu, Călărași Arbitri: Ghiță, Topliceanu |

| 22 februarie 2020 14:00 | CSU Neptun Constanța | 21 - 22 | CSU Știința București | Sala Sporturilor, Constanța Arbitri: Drăghici, Dragut |
| 22 februarie 2020 14:00 | Căldare 6            | (12-9)  | Grigoraș, Pîrvu 4     | Sala Sporturilor, Constanța Arbitri: Drăghici, Dragut |
| 22 februarie 2020 14:00 | Cronica              |         |                       | Sala Sporturilor, Constanța Arbitri: Drăghici, Dragut |

ACS Spartac UNEFS București a stat.

### Clasament tur
Clasament valabil pe 22 februarie 2020, la finalul turului.
| Poz. | Echipa                       | J  | V  | E | Î  | GM  | GP  | DG    | P  |
| ---- | ---------------------------- | -- | -- | - | -- | --- | --- | ----- | -- |
| 1    | CSU Neptun Constanța         | 18 | 15 | 1 | 2  | 564 | 398 | + 166 | 46 |
| 2    | CSU Știința București        | 18 | 15 | 1 | 2  | 501 | 376 | + 125 | 46 |
| 3    | CSM București II             | 18 | 9  | 0 | 9  | 515 | 475 | + 40  | 27 |
| 4    | ACS Școala 181 SSP București | 18 | 8  | 0 | 10 | 491 | 476 | + 15  | 24 |
| 5    | CS Danubius Călărași1)       | 18 | 8  | 0 | 10 | 406 | 453 | – 47  | 23 |
| 6    | HC Dinamo Bitcoin București  | 18 | 7  | 0 | 11 | 460 | 487 | – 27  | 21 |
| 7    | ACS Spartac UNEFS București  | 18 | 0  | 0 | 18 | 356 | 628 | – 272 | 0  |

1) CS Danubius Călărași a fost penalizată cu un punct pentru folosirea unei jucătoare fără drept de joc.

### Rezultate în retur
Date oficiale publicate de Federația Română de Handbal

### Etapa XXII
| 29 februarie 2020 11:00 | CSU Neptun Constanța | 33 - 25 | CSM București II | Sala Sporturilor, Constanța Arbitri: Murariu, Tăbăcariu |
| 29 februarie 2020 11:00 | Ciucanu 9            | (20-11) | Dumitrașcu 7     | Sala Sporturilor, Constanța Arbitri: Murariu, Tăbăcariu |
| 29 februarie 2020 11:00 | Cronica              |         |                  | Sala Sporturilor, Constanța Arbitri: Murariu, Tăbăcariu |

| 29 februarie 2020 13:00 | CS Danubius Călărași | 0 - 101) 0 - 0 | CSU Știința București | Sala Șc. 11 T. Vladimirescu, Călărași Arbitri: Arsene, Bontea |
| 29 februarie 2020 13:00 | (0-0)                |                |                       | Sala Șc. 11 T. Vladimirescu, Călărași Arbitri: Arsene, Bontea |
| 29 februarie 2020 13:00 | Cronica              |                |                       | Sala Șc. 11 T. Vladimirescu, Călărași Arbitri: Arsene, Bontea |

| 1 martie 2020 10:30 | HC Dinamo Bitcoin București | 27 - 24 | ACS Spartac UNEFS București | Sala Iris, București Arbitri: Bălțat, Rusu |
| 1 martie 2020 10:30 | Birton 9                    | (15-9)  |                             | Sala Iris, București Arbitri: Bălțat, Rusu |
| 1 martie 2020 10:30 | Cronica                     |         |                             | Sala Iris, București Arbitri: Bălțat, Rusu |

ACS Școala 181 SSP București a stat.
1) Meciul nu s-a disputat din cauza lipsei asistenței medicale. CS Danubius Călărași a fost penalizată cu un punct pentru lipsei asistenței medicale. FRH a decis că CS Danubius Călărași va pierde meciul la „masa verde” cu 0-10.

### Etapa XXIII
| 7 martie 2020 14:00 | ACS Spartac UNEFS București | 17 - 36 | CSU Neptun Constanța | Sala Iris, București Arbitri: Ali, Mihordea |
| 7 martie 2020 14:00 |                             | (7-23)  | Verde 10             | Sala Iris, București Arbitri: Ali, Mihordea |
| 7 martie 2020 14:00 | Cronica                     |         |                      | Sala Iris, București Arbitri: Ali, Mihordea |

| 7 martie 2020 14:00 | CSM București II | 35 - 37 | CS Danubius Călărași | Sala Rapid, București Arbitri: Chicuș, Olteanu |
| 7 martie 2020 14:00 | Mihai 11         | (19-20) | Bidașcu 13           | Sala Rapid, București Arbitri: Chicuș, Olteanu |
| 7 martie 2020 14:00 | Cronica          |         |                      | Sala Rapid, București Arbitri: Chicuș, Olteanu |

| 7 martie 2020 14:00 | CSU Știința București | 26 - 22 | ACS Școala 181 SSP București | Sala Sporturilor „Concordia”, Chiajna Arbitri: Constantin, Enache |
| 7 martie 2020 14:00 | (15-11)               |         |                              | Sala Sporturilor „Concordia”, Chiajna Arbitri: Constantin, Enache |
| 7 martie 2020 14:00 | Cronica               |         |                              | Sala Sporturilor „Concordia”, Chiajna Arbitri: Constantin, Enache |

HC Dinamo Bitcoin București a stat.

### Etapa XXIV
Pe 8 martie 2020, Federația Română de Handbal a anunțat că numărul total al persoanelor prezente în sălile de sport în timpul partidelor nu trebuie să depășească 1000, în conformitate cu decizia din aceeași zi a Departamentului pentru Situații de Urgență și a Ministerului Afacerilor Interne, pentru a preîntâmpina răspândirea virusului Covid-19. Pe 13 martie, Federația Română de Handbal a decis „sistarea tuturor competițiilor de handbal organizate sub egida F.R.H., A.J.H., A.M.H. până la data de 31 martie”.
| 11 martie 2020 13:00 | CSU Neptun Constanța | 41 - 33 | HC Dinamo Bitcoin București | Sala Sporturilor, Constanța Arbitri: Basso, Tofan |
| 11 martie 2020 13:00 | Căldare 11           | (24-14) |                             | Sala Sporturilor, Constanța Arbitri: Basso, Tofan |
| 11 martie 2020 13:00 | Cronica              |         |                             | Sala Sporturilor, Constanța Arbitri: Basso, Tofan |

| 11 martie 2020 18:30 | ACS Școala 181 SSP București | 25 - 34 | CSM București II | Sala Iris, București Arbitri: Radu, Vișan |
| 11 martie 2020 18:30 | (12-16)                      |         |                  | Sala Iris, București Arbitri: Radu, Vișan |
| 11 martie 2020 18:30 | Cronica                      |         |                  | Sala Iris, București Arbitri: Radu, Vișan |

| 15 martie 2020 11:00 | CS Danubius Călărași | Anulat | ACS Spartac UNEFS București | Sala Polivalentă, Călărași Arbitri: Cristea, Pădeanu |
| 15 martie 2020 11:00 | Cronica              |        |                             | Sala Polivalentă, Călărași Arbitri: Cristea, Pădeanu |
| 15 martie 2020 11:00 |                      |        |                             | Sala Polivalentă, Călărași Arbitri: Cristea, Pădeanu |

CS Universitatea Știința București a stat.
Pe 19 martie, Federația Română de Handbal a decis „prelungirea perioadei de suspendare a tuturor competițiilor sportive organizate sub egida F.R.H./A/J.H./A.M.H. până la încheierea Stării de urgență”, instituită din 16 martie 2020 pe o perioadă de 30 de zile prin Decretul nr.195/2020, în contextul pandemiei de Covid-19. Pe 14 aprilie, starea de urgență a fost prelungită pe o perioadă de 30 de zile prin Decretul nr.240/2020.

### Etapa XXV
|  | HC Dinamo Bitcoin București | Anulat | CS Danubius Călărași | Sala Elite, București |
|  | (13-13)                     |        |                      | Sala Elite, București |
|  | Cronica                     |        |                      | Sala Elite, București |

|  | ACS Spartac UNEFS București | Anulat | ACS Școala 181 SSP București | Sala Iris, București |
|  | Cronica                     |        |                              | Sala Iris, București |
|  |                             |        |                              | Sala Iris, București |

|  | CSM București II | Anulat | CSU Știința București | Sala Polivalentă, București |
|  | Cronica          |        |                       | Sala Polivalentă, București |
|  |                  |        |                       | Sala Polivalentă, București |

CSU Neptun Constanța a stat.

### Etapa XXVI
|  | CSU Știința București | Anulat | ACS Spartac UNEFS București | Sala Sporturilor „Concordia”, Chiajna |
|  | Cronica               |        |                             | Sala Sporturilor „Concordia”, Chiajna |
|  |                       |        |                             | Sala Sporturilor „Concordia”, Chiajna |

|  | ACS Școala 181 SSP București | Anulat | HC Dinamo Bitcoin București | Sala Iris, București |
|  | Cronica                      |        |                             | Sala Iris, București |
|  |                              |        |                             | Sala Iris, București |

|  | CS Danubius Călărași | Anulat | CSU Neptun Constanța | Sala Șc. 11 T. Vladimirescu, Călărași |
|  | Cronica              |        |                      | Sala Șc. 11 T. Vladimirescu, Călărași |
|  |                      |        |                      | Sala Șc. 11 T. Vladimirescu, Călărași |

CSM București II a stat.

### Etapa XXVII
|  | CSU Neptun Constanța | Anulat | ACS Școala 181 SSP București | Sala Sporturilor, Constanța |
|  | Cronica              |        |                              | Sala Sporturilor, Constanța |
|  |                      |        |                              | Sala Sporturilor, Constanța |

|  | HC Dinamo Bitcoin București | Anulat | CSU Știința București | Sala Elite, București |
|  | Cronica                     |        |                       | Sala Elite, București |
|  |                             |        |                       | Sala Elite, București |

|  | ACS Spartac UNEFS București | Anulat | CSM București II | Sala Elite, București |
|  | Cronica                     |        |                  | Sala Elite, București |
|  |                             |        |                  | Sala Elite, București |

CS Danubius Călărași a stat.

### Etapa XXVIII
|  | CSM București II | Anulat | HC Dinamo Bitcoin București | Sala Rapid, București |
|  | Cronica          |        |                             | Sala Rapid, București |
|  |                  |        |                             | Sala Rapid, București |

|  | CSU Știința București | Anulat | CSU Neptun Constanța | Sala Sporturilor „Concordia”, Chiajna |
|  | Cronica               |        |                      | Sala Sporturilor „Concordia”, Chiajna |
|  |                       |        |                      | Sala Sporturilor „Concordia”, Chiajna |

|  | ACS Școala 181 SSP București | Anulat | CS Danubius Călărași | Sala Iris, București |
|  | Cronica                      |        |                      | Sala Iris, București |
|  |                              |        |                      | Sala Iris, București |

ACS Spartac UNEFS București a stat.

## Seria C

### Clasament
Clasament actualizat pe 18 martie 2020, valabil pe 18 mai 2020, după anularea etapelor rămase de disputat.1)
| Poz. | Echipa                     | J  | V  | E | Î  | GM  | GP  | DG    | P  |
| ---- | -------------------------- | -- | -- | - | -- | --- | --- | ----- | -- |
| 1    | CS Dacia Mioveni 2012      | 17 | 15 | 1 | 1  | 493 | 325 | + 168 | 46 |
| 2    | CS Activ Prahova Ploiești  | 17 | 13 | 1 | 3  | 509 | 318 | + 191 | 40 |
| 3    | CSM Târgu Jiu              | 16 | 10 | 0 | 6  | 400 | 353 | + 47  | 30 |
| 4    | Național Râmnicu Vâlcea    | 16 | 7  | 0 | 9  | 405 | 398 | + 7   | 21 |
| 5    | CSU Târgoviște             | 17 | 2  | 0 | 15 | 282 | 516 | – 234 | 6  |
| 6    | ACS Székelyudvarhely NKK1) | 17 | 2  | 0 | 15 | 360 | 539 | – 179 | 5  |

1) ACS Székelyudvarhely NKK a fost penalizată cu un punct pentru nerespectare cerințe vârstă.
1) Pe 18 mai 2020, Consiliul de Administrație al FRH a decis anularea etapelor rămase de disputat și încheierea campionatului cu rămânerea în vigoare a clasamentelor în seriile Diviziei A conform situației existente la data de 11 martie 2020, când s-a desfășurat ultimul meci, aplicându-se criteriile de departajare finală.

### Rezultate în tur
Date oficiale publicate de Federația Română de Handbal

### Etapa I
| 7 septembrie 2019 14:30 | CS Dacia Mioveni 2012 | 25 - 21 | Național Râmnicu Vâlcea | Sala Sporturilor Trivale, Pitești Arbitri: Cruceru, Eremia |
| 7 septembrie 2019 14:30 | Onicaș, Prelević 4    | (13-11) | Neacșu 5                | Sala Sporturilor Trivale, Pitești Arbitri: Cruceru, Eremia |
| 7 septembrie 2019 14:30 | Cronica               |         |                         | Sala Sporturilor Trivale, Pitești Arbitri: Cruceru, Eremia |

| 7 septembrie 2019 15:00 | CSU Târgoviște | 16 - 27 | CSM Târgu Jiu | Sala CSȘ, Târgoviște Arbitri: Mihai, Petre |
| 7 septembrie 2019 15:00 | (7-15)         |         |               | Sala CSȘ, Târgoviște Arbitri: Mihai, Petre |
| 7 septembrie 2019 15:00 | Cronica        |         |               | Sala CSȘ, Târgoviște Arbitri: Mihai, Petre |

| 9 septembrie 2019 17:00 | CS Activ Prahova Ploiești | 36 - 19 | ACS Székelyudvarhely NKK | Sala Sporturilor Olimpia, Ploiești Arbitri: Manafu, Pavel |
| 9 septembrie 2019 17:00 | Tabarcea 7                | (15-10) | Lukács 6                 | Sala Sporturilor Olimpia, Ploiești Arbitri: Manafu, Pavel |
| 9 septembrie 2019 17:00 | Cronica                   |         |                          | Sala Sporturilor Olimpia, Ploiești Arbitri: Manafu, Pavel |

### Etapa II
| 14 septembrie 2019 11:00 | ACS Székelyudvarhely NKK | 35 - 28 | CSU Târgoviște | Sala Sporturilor, Odorheiu Secuiesc Arbitri: Costache, Vasile |
| 14 septembrie 2019 11:00 |                          | (15-12) | Liță 8         | Sala Sporturilor, Odorheiu Secuiesc Arbitri: Costache, Vasile |
| 14 septembrie 2019 11:00 | Cronica                  |         |                | Sala Sporturilor, Odorheiu Secuiesc Arbitri: Costache, Vasile |

| 14 septembrie 2019 14:00 | CS Dacia Mioveni 2012 | 20 - 16 | CS Activ Prahova Ploiești   | Sala Sporturilor Trivale, Pitești Arbitri: Constantin, Enache |
| 14 septembrie 2019 14:00 | Prelević 8            | (9-9)   | Beșleagă, Popescu, Șerban 3 | Sala Sporturilor Trivale, Pitești Arbitri: Constantin, Enache |
| 14 septembrie 2019 14:00 | Cronica               |         |                             | Sala Sporturilor Trivale, Pitești Arbitri: Constantin, Enache |

| 16 septembrie 2019 13:30 | Național Râmnicu Vâlcea | 24 - 28 | CSM Târgu Jiu | Sala liceului Energetic, Râmnicu Vâlcea Arbitri: Nițișor, Stamatoiu |
| 16 septembrie 2019 13:30 | (14-15)                 |         |               | Sala liceului Energetic, Râmnicu Vâlcea Arbitri: Nițișor, Stamatoiu |
| 16 septembrie 2019 13:30 | Cronica                 |         |               | Sala liceului Energetic, Râmnicu Vâlcea Arbitri: Nițișor, Stamatoiu |

### Etapa III
| 21 septembrie 2019 10:00 | CSU Târgoviște | 13 - 36 | CS Dacia Mioveni 2012 | Sala CSȘ, Târgoviște Arbitri: Ciutacu, Tiță |
| 21 septembrie 2019 10:00 | Liță 6         | (6-18)  | Toader 7              | Sala CSȘ, Târgoviște Arbitri: Ciutacu, Tiță |
| 21 septembrie 2019 10:00 | Cronica        |         |                       | Sala CSȘ, Târgoviște Arbitri: Ciutacu, Tiță |

| 23 septembrie 2019 13:30 | CSM Târgu Jiu | 26 - 21 | ACS Székelyudvarhely NKK | Sala Sporturilor, Târgu Jiu Arbitri: Geaburu, Mitran |
| 23 septembrie 2019 13:30 | A. Olariu 7   | (15-10) |                          | Sala Sporturilor, Târgu Jiu Arbitri: Geaburu, Mitran |
| 23 septembrie 2019 13:30 | Cronica       |         |                          | Sala Sporturilor, Târgu Jiu Arbitri: Geaburu, Mitran |

| 28 septembrie 2019 16:00 | CS Activ Prahova Ploiești | 29 - 21 | Național Râmnicu Vâlcea | Sala Sporturilor Olimpia, Ploiești Arbitri: Mihai, Petre |
| 28 septembrie 2019 16:00 | Popescu 6                 | (15-8)  | Sandu 5                 | Sala Sporturilor Olimpia, Ploiești Arbitri: Mihai, Petre |
| 28 septembrie 2019 16:00 | Cronica                   |         |                         | Sala Sporturilor Olimpia, Ploiești Arbitri: Mihai, Petre |

### Etapa IV
| 5 octombrie 2019 12:00 | Național Râmnicu Vâlcea          | 24 - 19 | ACS Székelyudvarhely NKK | Sala liceului Energetic, Râmnicu Vâlcea Arbitri: Samson, Trandafirescu |
| 5 octombrie 2019 12:00 | Coman, Gherghe, Hărdăuț, Lupei 3 | (11-11) | Nagy 6                   | Sala liceului Energetic, Râmnicu Vâlcea Arbitri: Samson, Trandafirescu |
| 5 octombrie 2019 12:00 | Cronica                          |         |                          | Sala liceului Energetic, Râmnicu Vâlcea Arbitri: Samson, Trandafirescu |

| 5 octombrie 2019 14:30 | CS Dacia Mioveni 2012                              | 28 - 20 | CSM Târgu Jiu | Sala Sporturilor Trivale, Pitești Arbitri: Gorina, Melencu |
| 5 octombrie 2019 14:30 | Cîrjan, Constantinescu, Onicaș, Prelević, Toader 4 | (10-9)  |               | Sala Sporturilor Trivale, Pitești Arbitri: Gorina, Melencu |
| 5 octombrie 2019 14:30 | Cronica                                            |         |               | Sala Sporturilor Trivale, Pitești Arbitri: Gorina, Melencu |

| 5 octombrie 2019 16:00 | CS Activ Prahova Ploiești | 38 - 16 | CSU Târgoviște | Sala Sporturilor Olimpia, Ploiești Arbitri: Albert, Costin |
| 5 octombrie 2019 16:00 | Panaite 8                 | (17-6)  | Liță 5         | Sala Sporturilor Olimpia, Ploiești Arbitri: Albert, Costin |
| 5 octombrie 2019 16:00 | Cronica                   |         |                | Sala Sporturilor Olimpia, Ploiești Arbitri: Albert, Costin |

### Etapa V
| 11 octombrie 2019 17:00 | ACS Székelyudvarhely NKK | 14 - 40 | CS Dacia Mioveni 2012 | Sala Sporturilor, Odorheiu Secuiesc Arbitri: Murariu, Tăbăcariu |
| 11 octombrie 2019 17:00 | Munteanu 9               | (7-17)  | Prelević 11           | Sala Sporturilor, Odorheiu Secuiesc Arbitri: Murariu, Tăbăcariu |
| 11 octombrie 2019 17:00 | Cronica                  |         |                       | Sala Sporturilor, Odorheiu Secuiesc Arbitri: Murariu, Tăbăcariu |

| 12 octombrie 2019 14:00 | CSM Târgu Jiu | 20 - 32 | CS Activ Prahova Ploiești | Sala Sporturilor, Târgu Jiu Arbitri: Florescu, Stoia |
| 12 octombrie 2019 14:00 | A. Olariu 7   | (11-15) | I. Leuștean 11            | Sala Sporturilor, Târgu Jiu Arbitri: Florescu, Stoia |
| 12 octombrie 2019 14:00 | Cronica       |         |                           | Sala Sporturilor, Târgu Jiu Arbitri: Florescu, Stoia |

| 12 octombrie 2019 17:00 | CSU Târgoviște | 12 - 33 | Național Râmnicu Vâlcea | Sala Polivalentă, Târgoviște Arbitri: Mărgărit, Pîrciu |
| 12 octombrie 2019 17:00 | Liță 7         | (4-16)  | Țîrle 6                 | Sala Polivalentă, Târgoviște Arbitri: Mărgărit, Pîrciu |
| 12 octombrie 2019 17:00 | Cronica        |         |                         | Sala Polivalentă, Târgoviște Arbitri: Mărgărit, Pîrciu |

### Clasament tur
Clasament valabil pe 12 octombrie 2019, la finalul turului.
| Poz. | Echipa                    | J | V | E | Î | GM  | GP  | DG   | P  |
| ---- | ------------------------- | - | - | - | - | --- | --- | ---- | -- |
| 1    | CS Dacia Mioveni 2012     | 5 | 5 | 0 | 0 | 149 | 84  | + 65 | 15 |
| 2    | CS Activ Prahova Ploiești | 5 | 4 | 0 | 1 | 151 | 96  | + 55 | 12 |
| 3    | CSM Târgu Jiu             | 5 | 3 | 0 | 2 | 121 | 121 | 0    | 9  |
| 4    | Național Râmnicu Vâlcea   | 5 | 2 | 0 | 3 | 123 | 113 | + 10 | 6  |
| 5    | ACS Székelyudvarhely NKK  | 5 | 1 | 0 | 4 | 108 | 154 | – 46 | 3  |
| 6    | CSU Târgoviște            | 5 | 0 | 0 | 5 | 85  | 169 | – 84 | 0  |

### Rezultate în retur
Date oficiale publicate de Federația Română de Handbal

### Etapa VI
| 18 octombrie 2019 16:00 | Național Râmnicu Vâlcea | 20 - 34 | CS Dacia Mioveni 2012 | Sala liceului Energetic, Râmnicu Vâlcea Arbitri: Samson, Trandafirescu |
| 18 octombrie 2019 16:00 | Sandu 10                | (10-15) | Prelević 9            | Sala liceului Energetic, Râmnicu Vâlcea Arbitri: Samson, Trandafirescu |
| 18 octombrie 2019 16:00 | Cronica                 |         |                       | Sala liceului Energetic, Râmnicu Vâlcea Arbitri: Samson, Trandafirescu |

| 19 octombrie 2019 12:00 | CSM Târgu Jiu | 31 - 15 | CSU Târgoviște | Sala Sporturilor, Târgu Jiu Arbitri: Dinescu, Stanca |
| 19 octombrie 2019 12:00 |               | (16-7)  | Liță 6         | Sala Sporturilor, Târgu Jiu Arbitri: Dinescu, Stanca |
| 19 octombrie 2019 12:00 | Cronica       |         |                | Sala Sporturilor, Târgu Jiu Arbitri: Dinescu, Stanca |

| 19 octombrie 2019 14:00 | ACS Székelyudvarhely NKK | 19 - 33 | CS Activ Prahova Ploiești | Sala Sporturilor, Odorheiu Secuiesc Arbitri: Chicuș, Olteanu |
| 19 octombrie 2019 14:00 | N. Bálint 4              | (7-19)  | Crețu 7                   | Sala Sporturilor, Odorheiu Secuiesc Arbitri: Chicuș, Olteanu |
| 19 octombrie 2019 14:00 | Cronica                  |         |                           | Sala Sporturilor, Odorheiu Secuiesc Arbitri: Chicuș, Olteanu |

### Etapa VII
| 2 noiembrie 2019 10:30 | CSU Târgoviște | 10 - 01) (26 - 31) | ACS Székelyudvarhely NKK | Sala Polivalentă, Târgoviște Arbitri: Radu, Vișan |
| 2 noiembrie 2019 10:30 | (13-16)        |                    |                          | Sala Polivalentă, Târgoviște Arbitri: Radu, Vișan |
| 2 noiembrie 2019 10:30 | Cronica        |                    |                          | Sala Polivalentă, Târgoviște Arbitri: Radu, Vișan |

| 2 noiembrie 2018 16:00 | CS Activ Prahova Ploiești | 15 - 16 | CS Dacia Mioveni 2012 | Sala Sporturilor Olimpia, Ploiești Arbitri: Manafu, Pavel |
| 2 noiembrie 2018 16:00 | Crețu 9                   | (8-7)   | Cîrjan, Onicaș 4      | Sala Sporturilor Olimpia, Ploiești Arbitri: Manafu, Pavel |
| 2 noiembrie 2018 16:00 | Cronica                   |         |                       | Sala Sporturilor Olimpia, Ploiești Arbitri: Manafu, Pavel |

| 3 noiembrie 2019 11:00 | CSM Târgu Jiu | 23 - 22 | Național Râmnicu Vâlcea | Sala Sporturilor, Târgu Jiu Arbitri: Ciobea, Dordea |
| 3 noiembrie 2019 11:00 | M. Olariu 7   | (11-11) |                         | Sala Sporturilor, Târgu Jiu Arbitri: Ciobea, Dordea |
| 3 noiembrie 2019 11:00 | Cronica       |         |                         | Sala Sporturilor, Târgu Jiu Arbitri: Ciobea, Dordea |

1) ACS Székelyudvarhely NKK a fost penalizată cu un punct pentru nerespectare cerințe vârstă. FRH a decis că ACS Székelyudvarhely NKK va pierde meciul la „masa verde” cu 0-10.

### Etapa VIII
| 8 noiembrie 2019 13:00 | Național Râmnicu Vâlcea | 26 - 30 | CS Activ Prahova Ploiești | Sala liceului Energetic, Râmnicu Vâlcea Arbitri: Samson, Trandafirescu |
| 8 noiembrie 2019 13:00 | Lupei 9                 | (13-15) | Crețu 8                   | Sala liceului Energetic, Râmnicu Vâlcea Arbitri: Samson, Trandafirescu |
| 8 noiembrie 2019 13:00 | Cronica                 |         |                           | Sala liceului Energetic, Râmnicu Vâlcea Arbitri: Samson, Trandafirescu |

| 9 noiembrie 2019 13:30 | ACS Székelyudvarhely NKK | 22 - 28 | CSM Târgu Jiu | Sala Sporturilor, Odorheiu Secuiesc Arbitri: Agliceriu, Turdean |
| 9 noiembrie 2019 13:30 | Chiratcu 9               | (10-14) | Zinatulina 9  | Sala Sporturilor, Odorheiu Secuiesc Arbitri: Agliceriu, Turdean |
| 9 noiembrie 2019 13:30 | Cronica                  |         |               | Sala Sporturilor, Odorheiu Secuiesc Arbitri: Agliceriu, Turdean |

| 9 noiembrie 2019 16:00 | CS Dacia Mioveni 2012 | 34 - 9 | CSU Târgoviște | Sala de Sport a Universității, Pitești Arbitri: Cânța, Nicolae |
| 9 noiembrie 2019 16:00 | Onicaș 8              | (18-5) |                | Sala de Sport a Universității, Pitești Arbitri: Cânța, Nicolae |
| 9 noiembrie 2019 16:00 | Cronica               |        |                | Sala de Sport a Universității, Pitești Arbitri: Cânța, Nicolae |

### Etapa IX
| 13 noiembrie 2019 16:00 | CSU Târgoviște | 10 - 29 | CS Activ Prahova Ploiești | Sala Polivalentă, Târgoviște Arbitri: Bîrsan, Dușa |
| 13 noiembrie 2019 16:00 | Liță 5         | (5-13)  | Panaite 6                 | Sala Polivalentă, Târgoviște Arbitri: Bîrsan, Dușa |
| 13 noiembrie 2019 16:00 | Cronica        |         |                           | Sala Polivalentă, Târgoviște Arbitri: Bîrsan, Dușa |

| 13 noiembrie 2019 17:00 | CSM Târgu Jiu | 23 - 21 | CS Dacia Mioveni 2012 | Sala Sporturilor, Târgu Jiu Arbitri: Tătaru, Văcariu |
| 13 noiembrie 2019 17:00 | Zinatulina 9  | (12-10) |                       | Sala Sporturilor, Târgu Jiu Arbitri: Tătaru, Văcariu |
| 13 noiembrie 2019 17:00 | Cronica       |         |                       | Sala Sporturilor, Târgu Jiu Arbitri: Tătaru, Văcariu |

| 14 noiembrie 2019 17:00 | ACS Székelyudvarhely NKK | 26 - 27 | Național Râmnicu Vâlcea | Sala Sporturilor, Odorheiu Secuiesc Arbitri: Murariu, Tăbăcariu |
| 14 noiembrie 2019 17:00 | (9-15)                   |         |                         | Sala Sporturilor, Odorheiu Secuiesc Arbitri: Murariu, Tăbăcariu |
| 14 noiembrie 2019 17:00 | Cronica                  |         |                         | Sala Sporturilor, Odorheiu Secuiesc Arbitri: Murariu, Tăbăcariu |

### Etapa X
| 16 noiembrie 2019 11:00 | Național Râmnicu Vâlcea | 25 - 12 | CSU Târgoviște      | Sala liceului Energetic, Râmnicu Vâlcea Arbitri: Samson, Trandafirescu |
| 16 noiembrie 2019 11:00 | Coman 7                 | (11-7)  | C. Florea Ivanciu 3 | Sala liceului Energetic, Râmnicu Vâlcea Arbitri: Samson, Trandafirescu |
| 16 noiembrie 2019 11:00 | Cronica                 |         |                     | Sala liceului Energetic, Râmnicu Vâlcea Arbitri: Samson, Trandafirescu |

| 16 noiembrie 2019 16:00 | CS Activ Prahova Ploiești | 25 - 22 | CSM Târgu Jiu | Sala Sporturilor Olimpia, Ploiești Arbitri: Doană, Gociu |
| 16 noiembrie 2019 16:00 | Crețu, Panaite 5          | (14-13) | M. Olariu 7   | Sala Sporturilor Olimpia, Ploiești Arbitri: Doană, Gociu |
| 16 noiembrie 2019 16:00 | Cronica                   |         |               | Sala Sporturilor Olimpia, Ploiești Arbitri: Doană, Gociu |

| 17 noiembrie 2019 12:00 | CS Dacia Mioveni 2012 | 37 - 21 | ACS Székelyudvarhely NKK | Sala Sporturilor Trivale, Pitești Arbitri: Dumitru, Ionescu |
| 17 noiembrie 2019 12:00 | Toader 9              | (22-9)  | Chiratcu 11              | Sala Sporturilor Trivale, Pitești Arbitri: Dumitru, Ionescu |
| 17 noiembrie 2019 12:00 | Cronica               |         |                          | Sala Sporturilor Trivale, Pitești Arbitri: Dumitru, Ionescu |

### Clasament retur
Clasament valabil pe 17 noiembrie 2019, la finalul returului.
| Poz. | Echipa                     | J  | V | E | Î | GM  | GP  | DG    | P  |
| ---- | -------------------------- | -- | - | - | - | --- | --- | ----- | -- |
| 1    | CS Dacia Mioveni 2012      | 10 | 9 | 0 | 1 | 291 | 172 | + 119 | 27 |
| 2    | CS Activ Prahova Ploiești  | 10 | 8 | 0 | 2 | 285 | 189 | + 94  | 24 |
| 3    | CSM Târgu Jiu              | 10 | 7 | 0 | 3 | 248 | 226 | + 22  | 21 |
| 4    | Național Râmnicu Vâlcea    | 10 | 4 | 0 | 6 | 243 | 238 | + 5   | 12 |
| 5    | CSU Târgoviște             | 10 | 1 | 0 | 9 | 141 | 288 | – 147 | 3  |
| 6    | ACS Székelyudvarhely NKK1) | 10 | 1 | 0 | 9 | 196 | 289 | – 93  | 2  |

1) ACS Székelyudvarhely NKK a fost penalizată cu un punct pentru nerespectare cerințe vârstă.

### Rezultate în tur
Date oficiale publicate de Federația Română de Handbal

### Etapa XI
| 17 ianuarie 2020 15:30 | CS Dacia Mioveni 2012 | 37 - 24 | Național Râmnicu Vâlcea | Sala Sporturilor Trivale, Pitești Arbitri: Dumitru, Gorina |
| 17 ianuarie 2020 15:30 | Cîrjan 9              | (16-13) | Coman, Neacșu 5         | Sala Sporturilor Trivale, Pitești Arbitri: Dumitru, Gorina |
| 17 ianuarie 2020 15:30 | Cronica               |         |                         | Sala Sporturilor Trivale, Pitești Arbitri: Dumitru, Gorina |

| 18 ianuarie 2020 11:00 | CSU Târgoviște | 17 - 26 | CSM Târgu Jiu | Sala Polivalentă, Târgoviște Arbitri: Ciutacu, Tiță |
| 18 ianuarie 2020 11:00 | Liță 9         | (9-14)  | Stanca 8      | Sala Polivalentă, Târgoviște Arbitri: Ciutacu, Tiță |
| 18 ianuarie 2020 11:00 | Cronica        |         |               | Sala Polivalentă, Târgoviște Arbitri: Ciutacu, Tiță |

| 18 ianuarie 2020 16:00 | CS Activ Prahova Ploiești                          | 48 - 20 | ACS Székelyudvarhely NKK | Sala Sporturilor Olimpia, Ploiești Arbitri: Cazan, Suliman |
| 18 ianuarie 2020 16:00 | Andrița, Burtea, Mureș, Neacșu, Stoica, Tabarcea 5 | (23-5)  | Munteanu 6               | Sala Sporturilor Olimpia, Ploiești Arbitri: Cazan, Suliman |
| 18 ianuarie 2020 16:00 | Cronica                                            |         |                          | Sala Sporturilor Olimpia, Ploiești Arbitri: Cazan, Suliman |

### Etapa XII
| 24 ianuarie 2020 16:00 | Național Râmnicu Vâlcea | 24 - 16 | CSM Târgu Jiu | Sala liceului Energetic, Râmnicu Vâlcea Arbitri: Ilina, Stamatoiu |
| 24 ianuarie 2020 16:00 | Lixăndroiu 6            | (11-5)  | Zinatulina 8  | Sala liceului Energetic, Râmnicu Vâlcea Arbitri: Ilina, Stamatoiu |
| 24 ianuarie 2020 16:00 | Cronica                 |         |               | Sala liceului Energetic, Râmnicu Vâlcea Arbitri: Ilina, Stamatoiu |

| 25 ianuarie 2020 12:00 | ACS Székelyudvarhely NKK | 29 - 27 | CSU Târgoviște | Sala Sporturilor, Odorheiu Secuiesc Arbitri: Cristea, Murariu |
| 25 ianuarie 2020 12:00 |                          | (15-16) | Liță 11        | Sala Sporturilor, Odorheiu Secuiesc Arbitri: Cristea, Murariu |
| 25 ianuarie 2020 12:00 | Cronica                  |         |                | Sala Sporturilor, Odorheiu Secuiesc Arbitri: Cristea, Murariu |

| 25 ianuarie 2020 15:00 | CS Dacia Mioveni 2012 | 15 - 15 | CS Activ Prahova Ploiești | Sala Sporturilor Trivale, Pitești Arbitri: Doană, Gociu |
| 25 ianuarie 2020 15:00 | Cîrjan 6              | (9-9)   | Crețu 7                   | Sala Sporturilor Trivale, Pitești Arbitri: Doană, Gociu |
| 25 ianuarie 2020 15:00 | Cronica               |         |                           | Sala Sporturilor Trivale, Pitești Arbitri: Doană, Gociu |

### Etapa XIII
| 7 februarie 2020 17:00 | CS Activ Prahova Ploiești | 26 - 18 | Național Râmnicu Vâlcea | Sala Sporturilor Olimpia, Ploiești Arbitri: Arsene, Bontea |
| 7 februarie 2020 17:00 | Popescu 6                 | (13-6)  | Stamin 5                | Sala Sporturilor Olimpia, Ploiești Arbitri: Arsene, Bontea |
| 7 februarie 2020 17:00 | Cronica                   |         |                         | Sala Sporturilor Olimpia, Ploiești Arbitri: Arsene, Bontea |

| 8 februarie 2020 14:00 | CSM Târgu Jiu | 34 - 17 | ACS Székelyudvarhely NKK | Sala Sporturilor, Târgu Jiu Arbitri: Dumitru, Ionescu |
| 8 februarie 2020 14:00 | (15-6)        |         |                          | Sala Sporturilor, Târgu Jiu Arbitri: Dumitru, Ionescu |
| 8 februarie 2020 14:00 | Cronica       |         |                          | Sala Sporturilor, Târgu Jiu Arbitri: Dumitru, Ionescu |

| 8 februarie 2020 16:30 | CSU Târgoviște | 18 - 35 | CS Dacia Mioveni 2012 | Sala Polivalentă, Târgoviște Arbitri: Geaburu, Mitran |
| 8 februarie 2020 16:30 | Liță 10        | (8-19)  | Toader 7              | Sala Polivalentă, Târgoviște Arbitri: Geaburu, Mitran |
| 8 februarie 2020 16:30 | Cronica        |         |                       | Sala Polivalentă, Târgoviște Arbitri: Geaburu, Mitran |

### Etapa XIV
| 22 februarie 2020 13:30 | CS Dacia Mioveni 2012 | 27 - 20 | CSM Târgu Jiu | Sala Sporturilor Trivale, Pitești Arbitri: Constantin, Gal |
| 22 februarie 2020 13:30 | Banciu 9              | (15-6)  | Predoi 8      | Sala Sporturilor Trivale, Pitești Arbitri: Constantin, Gal |
| 22 februarie 2020 13:30 | Cronica               |         |               | Sala Sporturilor Trivale, Pitești Arbitri: Constantin, Gal |

| 22 februarie 2020 16:00 | CS Activ Prahova Ploiești | 41 - 11 | CSU Târgoviște | Sala Sporturilor Olimpia, Ploiești Arbitri: Radu, Vișan |
| 22 februarie 2020 16:00 | Neacșu 7                  | (22-3)  | Liță 4         | Sala Sporturilor Olimpia, Ploiești Arbitri: Radu, Vișan |
| 22 februarie 2020 16:00 | Cronica                   |         |                | Sala Sporturilor Olimpia, Ploiești Arbitri: Radu, Vișan |

| 24 februarie 2020 14:00 | Național Râmnicu Vâlcea | 40 - 26 | ACS Székelyudvarhely NKK | Sala liceului Energetic, Râmnicu Vâlcea Arbitri: Samson, Trandafirescu |
| 24 februarie 2020 14:00 | (20-14)                 |         |                          | Sala liceului Energetic, Râmnicu Vâlcea Arbitri: Samson, Trandafirescu |
| 24 februarie 2020 14:00 | Cronica                 |         |                          | Sala liceului Energetic, Râmnicu Vâlcea Arbitri: Samson, Trandafirescu |

### Etapa XV
| 29 februarie 2020 13:00 | CSM Târgu Jiu | 18 - 29 | CS Activ Prahova Ploiești | Sala Sporturilor, Târgu Jiu Arbitri: Gorina, Melencu |
| 29 februarie 2020 13:00 | Predoi 6      | (6-15)  | Crețu 9                   | Sala Sporturilor, Târgu Jiu Arbitri: Gorina, Melencu |
| 29 februarie 2020 13:00 | Cronica       |         |                           | Sala Sporturilor, Târgu Jiu Arbitri: Gorina, Melencu |

| 29 februarie 2020 13:00 | ACS Székelyudvarhely NKK | 26 - 27 | CS Dacia Mioveni 2012 | Sala Sporturilor, Odorheiu Secuiesc Arbitri: Mihai, Petre |
| 29 februarie 2020 13:00 | N. Bálint 9              | (13-17) | Toader 6              | Sala Sporturilor, Odorheiu Secuiesc Arbitri: Mihai, Petre |
| 29 februarie 2020 13:00 | Cronica                  |         |                       | Sala Sporturilor, Odorheiu Secuiesc Arbitri: Mihai, Petre |

| 2 martie 2020 17:30 | CSU Târgoviște | 22 - 32 | Național Râmnicu Vâlcea | Sala Polivalentă, Târgoviște Arbitri: Ghesoiu, Juganaru |
| 2 martie 2020 17:30 | (9-15)         |         |                         | Sala Polivalentă, Târgoviște Arbitri: Ghesoiu, Juganaru |
| 2 martie 2020 17:30 | Cronica        |         |                         | Sala Polivalentă, Târgoviște Arbitri: Ghesoiu, Juganaru |

### Clasament tur
Clasament valabil pe 2 martie 2020, la finalul turului.
| Poz. | Echipa                     | J  | V  | E | Î  | GM  | GP  | DG    | P  |
| ---- | -------------------------- | -- | -- | - | -- | --- | --- | ----- | -- |
| 1    | CS Dacia Mioveni 2012      | 15 | 13 | 1 | 1  | 432 | 275 | + 157 | 40 |
| 2    | CS Activ Prahova Ploiești  | 15 | 12 | 1 | 2  | 442 | 271 | + 171 | 37 |
| 3    | CSM Târgu Jiu              | 15 | 9  | 0 | 6  | 362 | 340 | + 22  | 27 |
| 4    | Național Râmnicu Vâlcea    | 15 | 7  | 0 | 8  | 381 | 365 | + 16  | 21 |
| 5    | ACS Székelyudvarhely NKK1) | 15 | 2  | 0 | 13 | 314 | 465 | – 151 | 5  |
| 6    | CSU Târgoviște             | 15 | 1  | 0 | 14 | 236 | 451 | – 215 | 3  |

1) ACS Székelyudvarhely NKK a fost penalizată cu un punct pentru nerespectare cerințe vârstă.

### Rezultate în retur
Date oficiale publicate de Federația Română de Handbal

### Etapa XVI
| 5 martie 2020 14:00 | Național Râmnicu Vâlcea | 24 - 33 | CS Dacia Mioveni 2012 | Sala liceului Energetic, Râmnicu Vâlcea Arbitri: Dumitru, Melencu |
| 5 martie 2020 14:00 | Coman 7                 | (10-20) | Onicaș 6              | Sala liceului Energetic, Râmnicu Vâlcea Arbitri: Dumitru, Melencu |
| 5 martie 2020 14:00 | Cronica                 |         |                       | Sala liceului Energetic, Râmnicu Vâlcea Arbitri: Dumitru, Melencu |

| 7 martie 2020 13:30 | CSM Târgu Jiu | 38 - 13 | CSU Târgoviște | Sala Sporturilor, Târgu Jiu Arbitri: Lupu, Șerban |
| 7 martie 2020 13:30 | (17-6)        |         |                | Sala Sporturilor, Târgu Jiu Arbitri: Lupu, Șerban |
| 7 martie 2020 13:30 | Cronica       |         |                | Sala Sporturilor, Târgu Jiu Arbitri: Lupu, Șerban |

| 7 martie 2020 15:00 | ACS Székelyudvarhely NKK | 19 - 41 | CS Activ Prahova Ploiești | Sala Sporturilor, Odorheiu Secuiesc Arbitri: Albert, Costin |
| 7 martie 2020 15:00 | Major 5                  | (7-19)  | Constantinescu, Stoica 7  | Sala Sporturilor, Odorheiu Secuiesc Arbitri: Albert, Costin |
| 7 martie 2020 15:00 | Cronica                  |         |                           | Sala Sporturilor, Odorheiu Secuiesc Arbitri: Albert, Costin |

### Etapa XVII
Pe 8 martie 2020, Federația Română de Handbal a anunțat că numărul total al persoanelor prezente în sălile de sport în timpul partidelor nu trebuie să depășească 1000, în conformitate cu decizia din aceeași zi a Departamentului pentru Situații de Urgență și a Ministerului Afacerilor Interne, pentru a preîntâmpina răspândirea virusului Covid-19. Pe 13 martie, Federația Română de Handbal a decis „sistarea tuturor competițiilor de handbal organizate sub egida F.R.H., A.J.H., A.M.H. până la data de 31 martie”.
| 11 martie 2020 17:30 | CSU Târgoviște | 33 - 27 | ACS Székelyudvarhely NKK | Sala Polivalentă, Târgoviște Arbitri: Ghesoiu, Tiță |
| 11 martie 2020 17:30 | Liță 13        | (16-14) | Munteanu 7               | Sala Polivalentă, Târgoviște Arbitri: Ghesoiu, Tiță |
| 11 martie 2020 17:30 | Cronica        |         |                          | Sala Polivalentă, Târgoviște Arbitri: Ghesoiu, Tiță |

| 11 martie 2020 18:00 | CS Activ Prahova Ploiești | 26 - 28 | CS Dacia Mioveni 2012   | Sala Sporturilor Olimpia, Ploiești Arbitri: Georgescu, Moldoveanu |
| 11 martie 2020 18:00 | Crețu 9                   | (14-14) | Banciu, Onicaș, Taran 6 | Sala Sporturilor Olimpia, Ploiești Arbitri: Georgescu, Moldoveanu |
| 11 martie 2020 18:00 | Cronica                   |         |                         | Sala Sporturilor Olimpia, Ploiești Arbitri: Georgescu, Moldoveanu |

| 12 martie 2020 18:00 | CSM Târgu Jiu | Anulat | Național Râmnicu Vâlcea | Sala Sporturilor, Târgu Jiu Arbitri: Ciati, Lupu |
| 12 martie 2020 18:00 | Cronica       |        |                         | Sala Sporturilor, Târgu Jiu Arbitri: Ciati, Lupu |
| 12 martie 2020 18:00 |               |        |                         | Sala Sporturilor, Târgu Jiu Arbitri: Ciati, Lupu |

Pe 19 martie, Federația Română de Handbal a decis „prelungirea perioadei de suspendare a tuturor competițiilor sportive organizate sub egida F.R.H./A/J.H./A.M.H. până la încheierea Stării de urgență”, instituită din 16 martie 2020 pe o perioadă de 30 de zile prin Decretul nr.195/2020, în contextul pandemiei de Covid-19. Pe 14 aprilie, starea de urgență a fost prelungită pe o perioadă de 30 de zile prin Decretul nr.240/2020.

### Etapa XVIII
|  | Național Râmnicu Vâlcea | Anulat | CS Activ Prahova Ploiești | Sala liceului Energetic, Râmnicu Vâlcea |
|  | Cronica                 |        |                           | Sala liceului Energetic, Râmnicu Vâlcea |
|  |                         |        |                           | Sala liceului Energetic, Râmnicu Vâlcea |

|  | CS Dacia Mioveni 2012 | Anulat | CSU Târgoviște | Sala de Sport a Universității, Pitești |
|  | Cronica               |        |                | Sala de Sport a Universității, Pitești |
|  |                       |        |                | Sala de Sport a Universității, Pitești |

|  | ACS Székelyudvarhely NKK | Anulat | CSM Târgu Jiu | Sala Sporturilor, Odorheiu Secuiesc |
|  | Cronica                  |        |               | Sala Sporturilor, Odorheiu Secuiesc |
|  |                          |        |               | Sala Sporturilor, Odorheiu Secuiesc |

### Etapa XIX
|  | ACS Székelyudvarhely NKK | Anulat | Național Râmnicu Vâlcea | Sala Sporturilor, Odorheiu Secuiesc |
|  | Cronica                  |        |                         | Sala Sporturilor, Odorheiu Secuiesc |
|  |                          |        |                         | Sala Sporturilor, Odorheiu Secuiesc |

|  | CSM Târgu Jiu | Anulat | CS Dacia Mioveni 2012 | Sala Sporturilor, Târgu Jiu |
|  | Cronica       |        |                       | Sala Sporturilor, Târgu Jiu |
|  |               |        |                       | Sala Sporturilor, Târgu Jiu |

|  | CSU Târgoviște | Anulat | CS Activ Prahova Ploiești | Sala Polivalentă, Târgoviște |
|  | Cronica        |        |                           | Sala Polivalentă, Târgoviște |
|  |                |        |                           | Sala Polivalentă, Târgoviște |

### Etapa XX
|  | Național Râmnicu Vâlcea | Anulat | CSU Târgoviște | Sala liceului Energetic, Râmnicu Vâlcea |
|  | Cronica                 |        |                | Sala liceului Energetic, Râmnicu Vâlcea |
|  |                         |        |                | Sala liceului Energetic, Râmnicu Vâlcea |

|  | CS Activ Prahova Ploiești | Anulat | CSM Târgu Jiu | Sala Sporturilor Olimpia, Ploiești |
|  | Cronica                   |        |               | Sala Sporturilor Olimpia, Ploiești |
|  |                           |        |               | Sala Sporturilor Olimpia, Ploiești |

|  | CS Dacia Mioveni 2012 | Anulat | ACS Székelyudvarhely NKK | Sala Sporturilor Trivale, Pitești |
|  | Cronica               |        |                          | Sala Sporturilor Trivale, Pitești |
|  |                       |        |                          | Sala Sporturilor Trivale, Pitești |

## Seria D

### Clasament
Clasament actualizat pe 18 martie 2020, valabil pe 18 mai 2020, după anularea etapelor rămase de disputat.1)
| Poz. | Echipa                   | J  | V  | E | Î  | GM  | GP  | DG    | P  |
| ---- | ------------------------ | -- | -- | - | -- | --- | --- | ----- | -- |
| 1    | ACS Crișul Chișineu-Criș | 17 | 13 | 4 | 0  | 520 | 392 | + 129 | 43 |
| 2    | CSM Târgu Mureș          | 17 | 13 | 2 | 2  | 523 | 401 | + 122 | 41 |
| 3    | CS Universitar Oradea    | 17 | 9  | 1 | 7  | 451 | 446 | – 15  | 28 |
| 4    | CSU de Vest Timișoara    | 17 | 6  | 1 | 10 | 457 | 503 | – 46  | 19 |
| 5    | CS Universitatea Reșița  | 17 | 5  | 0 | 12 | 382 | 445 | – 63  | 15 |
| 6    | CS Marta Baia Mare       | 17 | 1  | 0 | 16 | 391 | 517 | – 126 | 3  |

1) Pe 18 mai 2020, Consiliul de Administrație al FRH a decis anularea etapelor rămase de disputat și încheierea campionatului cu rămânerea în vigoare a clasamentelor în seriile Diviziei A conform situației existente la data de 11 martie 2020, când s-a desfășurat ultimul meci, aplicându-se criteriile de departajare finală.

### Rezultate în tur
Date oficiale publicate de Federația Română de Handbal

### Etapa I
| 7 septembrie 2019 00:00 | CS Marta Baia Mare | 21 - 28 | CS Universitatea Reșița | Sala Sporturilor „Lascăr Pană”, Baia Mare Arbitri: Pavel, Pențea |
| 7 septembrie 2019 00:00 | (10-14)            |         |                         | Sala Sporturilor „Lascăr Pană”, Baia Mare Arbitri: Pavel, Pențea |
| 7 septembrie 2019 00:00 | Cronica            |         |                         | Sala Sporturilor „Lascăr Pană”, Baia Mare Arbitri: Pavel, Pențea |

| 7 septembrie 2019 00:00 | CSM Târgu Mureș | 30 - 24 | CS Universitar Oradea | Sala Polivalentă, Târgu Mureș Arbitri: Gherman, Moldovan |
| 7 septembrie 2019 00:00 | Lăcătuș 7       | (16-13) |                       | Sala Polivalentă, Târgu Mureș Arbitri: Gherman, Moldovan |
| 7 septembrie 2019 00:00 | Cronica         |         |                       | Sala Polivalentă, Târgu Mureș Arbitri: Gherman, Moldovan |

| 7 septembrie 2019 17:00 | ACS Crișul Chișineu-Criș | 36 - 24 | CSU de Vest Timișoara | Sala de Sport a Universității A. Vlaicu, Arad Arbitri: Dosa, Ianu |
| 7 septembrie 2019 17:00 | Boldor 11                | (15-15) | Istrate 10            | Sala de Sport a Universității A. Vlaicu, Arad Arbitri: Dosa, Ianu |
| 7 septembrie 2019 17:00 | Cronica                  |         |                       | Sala de Sport a Universității A. Vlaicu, Arad Arbitri: Dosa, Ianu |

### Etapa II
| 14 septembrie 2019 11:00 | CSU de Vest Timișoara | 29 - 30 | CS Universitar Oradea | Sala UVT, Timișoara Arbitri: Dumitru, Ionescu |
| 14 septembrie 2019 11:00 | (14-13)               |         |                       | Sala UVT, Timișoara Arbitri: Dumitru, Ionescu |
| 14 septembrie 2019 11:00 | Cronica               |         |                       | Sala UVT, Timișoara Arbitri: Dumitru, Ionescu |

| 14 septembrie 2019 11:00 | ACS Crișul Chișineu-Criș | 34 - 26 | CS Marta Baia Mare | Sala Sporturilor Victoria, Arad Arbitri: Baghiu, Fiscu |
| 14 septembrie 2019 11:00 | Boldor 7                 | (18-13) | Eremici 8          | Sala Sporturilor Victoria, Arad Arbitri: Baghiu, Fiscu |
| 14 septembrie 2019 11:00 | Cronica                  |         |                    | Sala Sporturilor Victoria, Arad Arbitri: Baghiu, Fiscu |

| 14 septembrie 2019 14:30 | CS Universitatea Reșița | 19 - 22 | CSM Târgu Mureș | Sala Sporturilor, Reșița Arbitri: Durnea, Toacă |
| 14 septembrie 2019 14:30 | Vlădășel 9              | (9-10)  | Ghemeș 7        | Sala Sporturilor, Reșița Arbitri: Durnea, Toacă |
| 14 septembrie 2019 14:30 | Cronica                 |         |                 | Sala Sporturilor, Reșița Arbitri: Durnea, Toacă |

### Etapa III
| 21 septembrie 2019 11:00 | CS Marta Baia Mare | 20 - 22 | CSU de Vest Timișoara | Sala de Sport a Școlii nr.5, Baia Mare Arbitri: Chiriac, Vlasa |
| 21 septembrie 2019 11:00 | Porohniuc 8        | (10-12) | Popan 7               | Sala de Sport a Școlii nr.5, Baia Mare Arbitri: Chiriac, Vlasa |
| 21 septembrie 2019 11:00 | Cronica            |         |                       | Sala de Sport a Școlii nr.5, Baia Mare Arbitri: Chiriac, Vlasa |

| 21 septembrie 2019 11:00 | CS Universitar Oradea | 26 - 24 | CS Universitatea Reșița | Sala de Jocuri Sportive a Universității, Oradea Arbitri: Badiu, Barbu |
| 21 septembrie 2019 11:00 | David 8               | (13-11) | Roatiș 7                | Sala de Jocuri Sportive a Universității, Oradea Arbitri: Badiu, Barbu |
| 21 septembrie 2019 11:00 | Cronica               |         |                         | Sala de Jocuri Sportive a Universității, Oradea Arbitri: Badiu, Barbu |

| 21 septembrie 2019 17:00 | CSM Târgu Mureș | 25 - 25 | ACS Crișul Chișineu-Criș | Sala Polivalentă, Târgu Mureș Arbitri: Constantin, Gal |
| 21 septembrie 2019 17:00 | Bărăbaș 8       | (13-11) | Klimek 6                 | Sala Polivalentă, Târgu Mureș Arbitri: Constantin, Gal |
| 21 septembrie 2019 17:00 | Cronica         |         |                          | Sala Polivalentă, Târgu Mureș Arbitri: Constantin, Gal |

### Etapa IV
| 5 octombrie 2019 11:00 | CSU de Vest Timișoara | 22 - 25 | CS Universitatea Reșița | Sala UVT, Timișoara Arbitri: Enache, Marii |
| 5 octombrie 2019 11:00 | Istrate 6             | (11-16) | M. Prikop 6             | Sala UVT, Timișoara Arbitri: Enache, Marii |
| 5 octombrie 2019 11:00 | Cronica               |         |                         | Sala UVT, Timișoara Arbitri: Enache, Marii |

| 5 octombrie 2019 12:30 | CS Marta Baia Mare | 24 - 35 | CSM Târgu Mureș | Sala de Sport a Școlii nr.5, Baia Mare Arbitri: Chiriac, Vlasa |
| 5 octombrie 2019 12:30 | Asaftei, Eremici 7 | (14-20) | Bărăbaș 9       | Sala de Sport a Școlii nr.5, Baia Mare Arbitri: Chiriac, Vlasa |
| 5 octombrie 2019 12:30 | Cronica            |         |                 | Sala de Sport a Școlii nr.5, Baia Mare Arbitri: Chiriac, Vlasa |

| 5 octombrie 2019 17:00 | ACS Crișul Chișineu-Criș | 33 - 24 | CS Universitar Oradea | Sala de Sport a Universității A. Vlaicu, Arad Arbitri: Ciati, Lupu |
| 5 octombrie 2019 17:00 | Boldor 8                 | (15-8)  | David 8               | Sala de Sport a Universității A. Vlaicu, Arad Arbitri: Ciati, Lupu |
| 5 octombrie 2019 17:00 | Cronica                  |         |                       | Sala de Sport a Universității A. Vlaicu, Arad Arbitri: Ciati, Lupu |

### Etapa V
| 12 octombrie 2019 14:00 | CS Universitar Oradea | 28 - 23 | CS Marta Baia Mare | Sala de Jocuri Sportive a Universității, Oradea Arbitri: Constantinescu, Lascu |
| 12 octombrie 2019 14:00 | Abodi 9               | (13-10) | Eremici 9          | Sala de Jocuri Sportive a Universității, Oradea Arbitri: Constantinescu, Lascu |
| 12 octombrie 2019 14:00 | 2×                    | Cronica | 4×                 | Sala de Jocuri Sportive a Universității, Oradea Arbitri: Constantinescu, Lascu |

| 12 octombrie 2019 14:00 | CS Universitatea Reșița | 22 - 27 | ACS Crișul Chișineu-Criș | Sala Sporturilor, Reșița Arbitri: Tătăru, Văcariu |
| 12 octombrie 2019 14:00 | Vlădășel 7              | (11-13) | Klimek 9                 | Sala Sporturilor, Reșița Arbitri: Tătăru, Văcariu |
| 12 octombrie 2019 14:00 | Cronica                 |         |                          | Sala Sporturilor, Reșița Arbitri: Tătăru, Văcariu |

| 12 octombrie 2019 17:00 | CSM Târgu Mureș   | 34 - 19 | CSU de Vest Timișoara | Sala Polivalentă, Târgu Mureș Arbitri: Apostu, Chinde |
| 12 octombrie 2019 17:00 | Bucin, Munteanu 6 | (13-11) | Sîrbu 7               | Sala Polivalentă, Târgu Mureș Arbitri: Apostu, Chinde |
| 12 octombrie 2019 17:00 | Cronica           |         |                       | Sala Polivalentă, Târgu Mureș Arbitri: Apostu, Chinde |

### Clasament tur
Clasament valabil pe 12 octombrie 2019, la finalul turului.
| Poz. | Echipa                   | J | V | E | Î | GM  | GP  | DG   | P  |
| ---- | ------------------------ | - | - | - | - | --- | --- | ---- | -- |
| 1    | CSM Târgu Mureș          | 5 | 4 | 1 | 0 | 146 | 110 | + 36 | 13 |
| 2    | ACS Crișul Chișineu-Criș | 5 | 4 | 1 | 0 | 155 | 121 | + 34 | 13 |
| 3    | CS Universitar Oradea    | 5 | 3 | 0 | 2 | 132 | 139 | – 7  | 9  |
| 4    | CS Universitatea Reșița  | 5 | 2 | 0 | 3 | 118 | 118 | 0    | 6  |
| 5    | CSU de Vest Timișoara    | 5 | 1 | 0 | 4 | 115 | 145 | – 30 | 3  |
| 6    | CS Marta Baia Mare       | 5 | 0 | 0 | 5 | 114 | 147 | – 33 | 0  |

### Rezultate în retur
Date oficiale publicate de Federația Română de Handbal

### Etapa VI
| 18 octombrie 2019 13:30 | CS Universitatea Reșița | 29 - 24 | CS Marta Baia Mare | Sala Sporturilor, Reșița Arbitri: Enache, Marii |
| 18 octombrie 2019 13:30 | (16-11)                 |         |                    | Sala Sporturilor, Reșița Arbitri: Enache, Marii |
| 18 octombrie 2019 13:30 | Cronica                 |         |                    | Sala Sporturilor, Reșița Arbitri: Enache, Marii |

| 19 octombrie 2019 13:30 | CSU de Vest Timișoara | 24 - 31 | ACS Crișul Chișineu-Criș | Sala UVT, Timișoara Arbitri: Drăgănescu, Tache |
| 19 octombrie 2019 13:30 | Istrate 5             | (7-11)  | Klimek 11                | Sala UVT, Timișoara Arbitri: Drăgănescu, Tache |
| 19 octombrie 2019 13:30 | Cronica               |         |                          | Sala UVT, Timișoara Arbitri: Drăgănescu, Tache |

| 19 octombrie 2019 14:30 | CS Universitar Oradea | 33 - 28 | CSM Târgu Mureș | Sala de Jocuri Sportive a Universității, Oradea Arbitri: Baghiu, Fiscu |
| 19 octombrie 2019 14:30 | David 10              | (20-15) | Bărăbaș 9       | Sala de Jocuri Sportive a Universității, Oradea Arbitri: Baghiu, Fiscu |
| 19 octombrie 2019 14:30 | Cronica               |         |                 | Sala de Jocuri Sportive a Universității, Oradea Arbitri: Baghiu, Fiscu |

### Etapa VII
| 2 noiembrie 2019 10:30 | CS Marta Baia Mare | 17 - 34 | ACS Crișul Chișineu-Criș | Sala de Sport a Școlii nr.5, Baia Mare Arbitri: Biriș, Coroban |
| 2 noiembrie 2019 10:30 | Demian, Eremici 5  | (8-15)  | Cherecheș 9              | Sala de Sport a Școlii nr.5, Baia Mare Arbitri: Biriș, Coroban |
| 2 noiembrie 2019 10:30 | Cronica            |         |                          | Sala de Sport a Școlii nr.5, Baia Mare Arbitri: Biriș, Coroban |

| 2 noiembrie 2019 12:00 | CS Universitar Oradea | 29 - 32 | CSU de Vest Timișoara | Sala LPS, Oradea Arbitri: Horoba, Pelin |
| 2 noiembrie 2019 12:00 | Duțu 6                | (15-14) | Juravle 8             | Sala LPS, Oradea Arbitri: Horoba, Pelin |
| 2 noiembrie 2019 12:00 | Cronica               |         |                       | Sala LPS, Oradea Arbitri: Horoba, Pelin |

| 2 noiembrie 2019 16:00 | CSM Târgu Mureș    | 35 - 20 | CS Universitatea Reșița | Sala Polivalentă, Târgu Mureș Arbitri: Cânța, Nicolae |
| 2 noiembrie 2019 16:00 | Ghemeș, Munteanu 5 | (16-9)  | Bochiș 5                | Sala Polivalentă, Târgu Mureș Arbitri: Cânța, Nicolae |
| 2 noiembrie 2019 16:00 | Cronica            |         |                         | Sala Polivalentă, Târgu Mureș Arbitri: Cânța, Nicolae |

### Etapa VIII
| 8 noiembrie 2019 15:30 | CSU de Vest Timișoara | 36 - 27 | CS Marta Baia Mare | Sala UVT, Timișoara Arbitri: Dosa, Ianu |
| 8 noiembrie 2019 15:30 | (17-11)               |         |                    | Sala UVT, Timișoara Arbitri: Dosa, Ianu |
| 8 noiembrie 2019 15:30 | Cronica               |         |                    | Sala UVT, Timișoara Arbitri: Dosa, Ianu |

| 9 noiembrie 2019 15:00 | CS Universitatea Reșița | 19 - 20 | CS Universitar Oradea | Sala Sporturilor, Reșița Arbitri: Ciobea, Dordea |
| 9 noiembrie 2019 15:00 | Dumitrescu 5            | (8-9)   | Duțu 8                | Sala Sporturilor, Reșița Arbitri: Ciobea, Dordea |
| 9 noiembrie 2019 15:00 | Cronica                 |         |                       | Sala Sporturilor, Reșița Arbitri: Ciobea, Dordea |

| 9 noiembrie 2019 17:00 | ACS Crișul Chișineu-Criș | 31 - 25 | CSM Târgu Mureș | Sala de Sport a Universității A. Vlaicu, Arad Arbitri: Mârza, Nedelea |
| 9 noiembrie 2019 17:00 | Klimek 11                | (16-16) | Bărăbaș 8       | Sala de Sport a Universității A. Vlaicu, Arad Arbitri: Mârza, Nedelea |
| 9 noiembrie 2019 17:00 | Cronica                  |         |                 | Sala de Sport a Universității A. Vlaicu, Arad Arbitri: Mârza, Nedelea |

### Etapa IX
| 12 noiembrie 2019 17:00 | CSM Târgu Mureș | 37 - 26 | CS Marta Baia Mare | Sala Polivalentă, Târgu Mureș Arbitri: Horoba, Pelin |
| 12 noiembrie 2019 17:00 | Bărăbaș 9       | (18-12) | Demian, Eremici 8  | Sala Polivalentă, Târgu Mureș Arbitri: Horoba, Pelin |
| 12 noiembrie 2019 17:00 | Cronica         |         |                    | Sala Polivalentă, Târgu Mureș Arbitri: Horoba, Pelin |

| 13 noiembrie 2019 14:00 | CS Universitatea Reșița | 22 - 21 | CSU de Vest Timișoara | Sala Sporturilor, Reșița Arbitri: Chiriac, Cordescu |
| 13 noiembrie 2019 14:00 | Vlădășel 9              | (10-13) | Istrate 5             | Sala Sporturilor, Reșița Arbitri: Chiriac, Cordescu |
| 13 noiembrie 2019 14:00 | Cronica                 |         |                       | Sala Sporturilor, Reșița Arbitri: Chiriac, Cordescu |

| 13 noiembrie 2019 18:00 | CS Universitar Oradea | 22 - 22 | ACS Crișul Chișineu-Criș | Sala de Jocuri Sportive a Universității, Oradea Arbitri: Apostu, Chinde |
| 13 noiembrie 2019 18:00 | David 8               | (11-11) | Boldor 11                | Sala de Jocuri Sportive a Universității, Oradea Arbitri: Apostu, Chinde |
| 13 noiembrie 2019 18:00 | Cronica               |         |                          | Sala de Jocuri Sportive a Universității, Oradea Arbitri: Apostu, Chinde |

### Etapa X
| 16 noiembrie 2019 11:00 | CS Marta Baia Mare | 22 - 25 | CS Universitar Oradea | Sala de Sport a Școlii nr.5, Baia Mare Arbitri: Nacu, Rucoi |
| 16 noiembrie 2019 11:00 | Demian 6           | (11-12) | Abodi 6               | Sala de Sport a Școlii nr.5, Baia Mare Arbitri: Nacu, Rucoi |
| 16 noiembrie 2019 11:00 | Cronica            |         |                       | Sala de Sport a Școlii nr.5, Baia Mare Arbitri: Nacu, Rucoi |

| 16 noiembrie 2019 14:00 | ACS Crișul Chișineu-Criș | 30 - 23 | CS Universitatea Reșița | Sala de Sport a Universității A. Vlaicu, Arad Arbitri: Moldovan, Pipa |
| 16 noiembrie 2019 14:00 | Boldor 7                 | (13-9)  | Dumitrescu 8            | Sala de Sport a Universității A. Vlaicu, Arad Arbitri: Moldovan, Pipa |
| 16 noiembrie 2019 14:00 | Cronica                  |         |                         | Sala de Sport a Universității A. Vlaicu, Arad Arbitri: Moldovan, Pipa |

| 16 noiembrie 2019 16:00 | CSU de Vest Timișoara | 23 - 30 | CSM Târgu Mureș | Sala UVT, Timișoara Arbitri: Ciati, Lupu |
| 16 noiembrie 2019 16:00 | (14-12)               |         |                 | Sala UVT, Timișoara Arbitri: Ciati, Lupu |
| 16 noiembrie 2019 16:00 | Cronica               |         |                 | Sala UVT, Timișoara Arbitri: Ciati, Lupu |

### Clasament retur
Clasament valabil pe 16 noiembrie 2019, la finalul returului.
| Poz. | Echipa                   | J  | V | E | Î  | GM  | GP  | DG   | P  |
| ---- | ------------------------ | -- | - | - | -- | --- | --- | ---- | -- |
| 1    | ACS Crișul Chișineu-Criș | 10 | 8 | 2 | 0  | 303 | 232 | + 71 | 26 |
| 2    | CSM Târgu Mureș          | 10 | 7 | 1 | 2  | 301 | 243 | + 58 | 22 |
| 3    | CS Universitar Oradea    | 10 | 6 | 1 | 3  | 261 | 262 | – 1  | 19 |
| 4    | CS Universitatea Reșița  | 10 | 4 | 0 | 6  | 231 | 248 | – 17 | 12 |
| 5    | CSU de Vest Timișoara    | 10 | 3 | 0 | 7  | 251 | 284 | – 33 | 9  |
| 6    | CS Marta Baia Mare       | 10 | 0 | 0 | 10 | 230 | 308 | – 78 | 0  |

### Rezultate în tur
Date oficiale publicate de Federația Română de Handbal

### Etapa XI
| 17 ianuarie 2020 14:00 | CS Marta Baia Mare | 27 - 18 | CS Universitatea Reșița | Sala de Sport a Școlii nr.5, Baia Mare Arbitri: Pavel, Pențea |
| 17 ianuarie 2020 14:00 | Eremici, Loi 6     | (14-7)  | Vlădășel 7              | Sala de Sport a Școlii nr.5, Baia Mare Arbitri: Pavel, Pențea |
| 17 ianuarie 2020 14:00 | Cronica            |         |                         | Sala de Sport a Școlii nr.5, Baia Mare Arbitri: Pavel, Pențea |

| 18 ianuarie 2020 12:00 | ACS Crișul Chișineu-Criș | 39 - 24 | CSU de Vest Timișoara | Sala Sporturilor Victoria, Arad Arbitri: Enache, Marii |
| 18 ianuarie 2020 12:00 | Petrușe 11               | (20-10) | Istrate 8             | Sala Sporturilor Victoria, Arad Arbitri: Enache, Marii |
| 18 ianuarie 2020 12:00 | Cronica                  |         |                       | Sala Sporturilor Victoria, Arad Arbitri: Enache, Marii |

| 18 ianuarie 2020 12:00 | CSM Târgu Mureș | 34 - 29 | CS Universitar Oradea | Sala Polivalentă, Târgu Mureș Arbitri: Ciobea, Dordea |
| 18 ianuarie 2020 12:00 | Bărăbaș 9       | (17-12) | Duțu 7                | Sala Polivalentă, Târgu Mureș Arbitri: Ciobea, Dordea |
| 18 ianuarie 2020 12:00 | Cronica         |         |                       | Sala Polivalentă, Târgu Mureș Arbitri: Ciobea, Dordea |

### Etapa XII
| 25 ianuarie 2020 11:00 | CS Universitatea Reșița | 15 - 39 | CSM Târgu Mureș | Sala Sporturilor, Reșița Arbitri: Gorina, Melencu |
| 25 ianuarie 2020 11:00 | Vlădășel 5              | (7-19)  | Munteanu 7      | Sala Sporturilor, Reșița Arbitri: Gorina, Melencu |
| 25 ianuarie 2020 11:00 | Cronica                 |         |                 | Sala Sporturilor, Reșița Arbitri: Gorina, Melencu |

| 25 ianuarie 2020 13:00 | CSU de Vest Timișoara | 30 - 27 | CS Universitar Oradea | Sala UVT, Timișoara Arbitri: Ciati, Lupu |
| 25 ianuarie 2020 13:00 | Istrate 9             | (17-12) | Duțu 7                | Sala UVT, Timișoara Arbitri: Ciati, Lupu |
| 25 ianuarie 2020 13:00 | Cronica               |         |                       | Sala UVT, Timișoara Arbitri: Ciati, Lupu |

| 25 ianuarie 2020 15:00 | ACS Crișul Chișineu-Criș | 33 - 23 | CS Marta Baia Mare | Sala Sporturilor Victoria, Arad Arbitri: Horincar, Rus |
| 25 ianuarie 2020 15:00 | Cherecheș 9              | (18-16) | Asaftei, Mici 6    | Sala Sporturilor Victoria, Arad Arbitri: Horincar, Rus |
| 25 ianuarie 2020 15:00 | Cronica                  |         |                    | Sala Sporturilor Victoria, Arad Arbitri: Horincar, Rus |

### Etapa XIII
| 8 februarie 2020 11:00 | CS Marta Baia Mare | 31 - 33 | CSU de Vest Timișoara | Sala de Sport a Școlii nr.5, Baia Mare Arbitri: Pavel, Pențea |
| 8 februarie 2020 11:00 | Eremici 10         | (18-15) | Sîrbu 7               | Sala de Sport a Școlii nr.5, Baia Mare Arbitri: Pavel, Pențea |
| 8 februarie 2020 11:00 | Cronica            |         |                       | Sala de Sport a Școlii nr.5, Baia Mare Arbitri: Pavel, Pențea |

| 8 februarie 2020 11:00 | CS Universitar Oradea | 26 - 23 | CS Universitatea Reșița | Sala de Jocuri Sportive a Universității, Oradea Arbitri: Canta, Nicolae |
| 8 februarie 2020 11:00 | Duțu 7                | (12-13) | Vlădășel 8              | Sala de Jocuri Sportive a Universității, Oradea Arbitri: Canta, Nicolae |
| 8 februarie 2020 11:00 | Cronica               |         |                         | Sala de Jocuri Sportive a Universității, Oradea Arbitri: Canta, Nicolae |

| 8 februarie 2020 17:00 | CSM Târgu Mureș | 23 - 23 | ACS Crișul Chișineu-Criș | Sala Polivalentă, Târgu Mureș Arbitri: Iliescu, Manea |
| 8 februarie 2020 17:00 | Bărăbaș 9       | (12-11) | Klimek 7                 | Sala Polivalentă, Târgu Mureș Arbitri: Iliescu, Manea |
| 8 februarie 2020 17:00 | Cronica         |         |                          | Sala Polivalentă, Târgu Mureș Arbitri: Iliescu, Manea |

### Etapa XIV
| 21 februarie 2020 14:00 | CS Marta Baia Mare | 16 - 31 | CSM Târgu Mureș   | Sala de Sport a Școlii nr.5, Baia Mare Arbitri: Biriș, Coroban |
| 21 februarie 2020 14:00 | Asaftei 6          | (11-13) | Bărăbaș, Ghemeș 6 | Sala de Sport a Școlii nr.5, Baia Mare Arbitri: Biriș, Coroban |
| 21 februarie 2020 14:00 | Cronica            |         |                   | Sala de Sport a Școlii nr.5, Baia Mare Arbitri: Biriș, Coroban |

| 22 februarie 2020 11:00 | ACS Crișul Chișineu-Criș | 33 - 25 | CS Universitar Oradea | Sala de Sport, Macea Arbitri: Baghiu, Fiscu |
| 22 februarie 2020 11:00 | Klimek, Vezențan 7       | (15-14) | Duțu 8                | Sala de Sport, Macea Arbitri: Baghiu, Fiscu |
| 22 februarie 2020 11:00 | Cronica                  |         |                       | Sala de Sport, Macea Arbitri: Baghiu, Fiscu |

| 22 februarie 2020 12:00 | CSU de Vest Timișoara | 30 - 23 | CS Universitatea Reșița | Sala UVT, Timișoara Arbitri: Drăgănescu, Tache |
| 22 februarie 2020 12:00 | Bobu 10               | (14-10) | Vlădășel 6              | Sala UVT, Timișoara Arbitri: Drăgănescu, Tache |
| 22 februarie 2020 12:00 | Cronica               |         |                         | Sala UVT, Timișoara Arbitri: Drăgănescu, Tache |

### Etapa XV
| 28 februarie 2020 15:00 | CS Universitatea Reșița | 15 - 26 | ACS Crișul Chișineu-Criș | Sala Sporturilor, Reșița Arbitri: Dumitru, Ionescu |
| 28 februarie 2020 15:00 | Vlădășel 7              | (8-15)  | Gaiu 6                   | Sala Sporturilor, Reșița Arbitri: Dumitru, Ionescu |
| 28 februarie 2020 15:00 | Cronica                 |         |                          | Sala Sporturilor, Reșița Arbitri: Dumitru, Ionescu |

| 29 februarie 2020 12:00 | CSM Târgu Mureș | 36 - 29 | CSU de Vest Timișoara | Sala Polivalentă, Târgu Mureș Arbitri: Coroian, Iancu |
| 29 februarie 2020 12:00 | Bucin 8         | (19-18) | Istrate 9             | Sala Polivalentă, Târgu Mureș Arbitri: Coroian, Iancu |
| 29 februarie 2020 12:00 | Cronica         |         |                       | Sala Polivalentă, Târgu Mureș Arbitri: Coroian, Iancu |

| 29 februarie 2020 12:00 | CS Universitar Oradea | 28 - 20 | CS Marta Baia Mare | Sala de Jocuri Sportive a Universității, Oradea Arbitri: Constantinescu, Lascu |
| 29 februarie 2020 12:00 | Duțu 12               | (13-10) | Demian 5           | Sala de Jocuri Sportive a Universității, Oradea Arbitri: Constantinescu, Lascu |
| 29 februarie 2020 12:00 | Cronica               |         |                    | Sala de Jocuri Sportive a Universității, Oradea Arbitri: Constantinescu, Lascu |

### Clasament tur
Clasament valabil pe 29 februarie 2020, la finalul turului.
| Poz. | Echipa                   | J  | V  | E | Î  | GM  | GP  | DG    | P  |
| ---- | ------------------------ | -- | -- | - | -- | --- | --- | ----- | -- |
| 1    | ACS Crișul Chișineu-Criș | 15 | 12 | 3 | 0  | 457 | 342 | + 115 | 39 |
| 2    | CSM Târgu Mureș          | 15 | 11 | 2 | 2  | 461 | 355 | + 106 | 35 |
| 3    | CS Universitar Oradea    | 15 | 8  | 1 | 6  | 396 | 402 | – 6   | 25 |
| 4    | CSU de Vest Timișoara    | 15 | 6  | 0 | 9  | 397 | 440 | – 43  | 18 |
| 5    | CS Universitatea Reșița  | 15 | 4  | 0 | 11 | 325 | 393 | – 63  | 12 |
| 6    | CS Marta Baia Mare       | 15 | 1  | 0 | 14 | 347 | 451 | – 104 | 3  |

### Rezultate în retur
Date oficiale publicate de Federația Română de Handbal

### Etapa XVI
| 7 martie 2020 11:00 | CSU de Vest Timișoara | 30 - 30 | ACS Crișul Chișineu-Criș | Sala UVT, Timișoara Arbitri: Florea, Ianu |
| 7 martie 2020 11:00 | Istrate 11            | (17-13) | Golušin 7                | Sala UVT, Timișoara Arbitri: Florea, Ianu |
| 7 martie 2020 11:00 | Cronica               |         |                          | Sala UVT, Timișoara Arbitri: Florea, Ianu |

| 7 martie 2020 11:30 | CS Universitatea Reșița   | 33 - 24 | CS Marta Baia Mare | Sala Sporturilor, Reșița Arbitri: Tătăru,Văcariu |
| 7 martie 2020 11:30 | Bochiș, Șiman, Vlădășel 5 | (16-9)  | Leș 8              | Sala Sporturilor, Reșița Arbitri: Tătăru,Văcariu |
| 7 martie 2020 11:30 | Cronica                   |         |                    | Sala Sporturilor, Reșița Arbitri: Tătăru,Văcariu |

| 7 martie 2020 12:00 | CS Universitar Oradea | 22 - 34 | CSM Târgu Mureș | Sala de Jocuri Sportive a Universității, Oradea Arbitri: Gherman, Moldovan |
| 7 martie 2020 12:00 | David 6               | (10-18) | Bărăbaș 14      | Sala de Jocuri Sportive a Universității, Oradea Arbitri: Gherman, Moldovan |
| 7 martie 2020 12:00 | Cronica               |         |                 | Sala de Jocuri Sportive a Universității, Oradea Arbitri: Gherman, Moldovan |

### Etapa XVII
Pe 8 martie 2020, Federația Română de Handbal a anunțat că numărul total al persoanelor prezente în sălile de sport în timpul partidelor nu trebuie să depășească 1000, în conformitate cu decizia din aceeași zi a Departamentului pentru Situații de Urgență și a Ministerului Afacerilor Interne, pentru a preîntâmpina răspândirea virusului Covid-19. Pe 13 martie, Federația Română de Handbal a decis „sistarea tuturor competițiilor de handbal organizate sub egida F.R.H., A.J.H., A.M.H. până la data de 31 martie”.
| 11 martie 2020 13:00 | CSM Târgu Mureș | 28 - 24 | CS Universitatea Reșița | Sala Polivalentă, Târgu Mureș Arbitri: Chira, Vlasa |
| 11 martie 2020 13:00 | Bărăbaș 11      | (12-13) | Vlădășel 10             | Sala Polivalentă, Târgu Mureș Arbitri: Chira, Vlasa |
| 11 martie 2020 13:00 | Cronica         |         |                         | Sala Polivalentă, Târgu Mureș Arbitri: Chira, Vlasa |

| 11 martie 2020 17:00 | CS Universitar Oradea | 33 - 30 | CSU de Vest Timișoara | Sala de Jocuri Sportive a Universității, Oradea Arbitri: Canta, Nicolae |
| 11 martie 2020 17:00 | Duțu 10               | (17-16) | Bobu, Istrate 9       | Sala de Jocuri Sportive a Universității, Oradea Arbitri: Canta, Nicolae |
| 11 martie 2020 17:00 | Cronica               |         |                       | Sala de Jocuri Sportive a Universității, Oradea Arbitri: Canta, Nicolae |

| 11 martie 2020 17:00 | CS Marta Baia Mare | 20 - 33 | ACS Crișul Chișineu-Criș | Sala de Sport a Școlii nr.5, Baia Mare Arbitri: Pavel, Pențea |
| 11 martie 2020 17:00 | Asaftei 6          | (9-14)  | Klimek 9                 | Sala de Sport a Școlii nr.5, Baia Mare Arbitri: Pavel, Pențea |
| 11 martie 2020 17:00 | Cronica            |         |                          | Sala de Sport a Școlii nr.5, Baia Mare Arbitri: Pavel, Pențea |

Pe 19 martie, Federația Română de Handbal a decis „prelungirea perioadei de suspendare a tuturor competițiilor sportive organizate sub egida F.R.H./A/J.H./A.M.H. până la încheierea Stării de urgență”, instituită din 16 martie 2020 pe o perioadă de 30 de zile prin Decretul nr.195/2020, în contextul pandemiei de Covid-19. Pe 14 aprilie, starea de urgență a fost prelungită pe o perioadă de 30 de zile prin Decretul nr.240/2020.

### Etapa XVIII
|  | CSU de Vest Timișoara | Anulat | CS Marta Baia Mare | Sala UVT, Timișoara |
|  | Cronica               |        |                    | Sala UVT, Timișoara |
|  |                       |        |                    | Sala UVT, Timișoara |

|  | ACS Crișul Chișineu-Criș | Anulat | CSM Târgu Mureș | Sala de Sport a Universității A. Vlaicu, Arad |
|  | Cronica                  |        |                 | Sala de Sport a Universității A. Vlaicu, Arad |
|  |                          |        |                 | Sala de Sport a Universității A. Vlaicu, Arad |

|  | CS Universitatea Reșița | Anulat | CS Universitar Oradea | Sala Sporturilor, Reșița |
|  | Cronica                 |        |                       | Sala Sporturilor, Reșița |
|  |                         |        |                       | Sala Sporturilor, Reșița |

### Etapa XIX
|  | CS Universitatea Reșița | Anulat | CSU de Vest Timișoara | Sala Sporturilor, Reșița |
|  | Cronica                 |        |                       | Sala Sporturilor, Reșița |
|  |                         |        |                       | Sala Sporturilor, Reșița |

|  | CS Universitar Oradea | Anulat | ACS Crișul Chișineu-Criș | Sala de Jocuri Sportive a Universității, Oradea |
|  | Cronica               |        |                          | Sala de Jocuri Sportive a Universității, Oradea |
|  |                       |        |                          | Sala de Jocuri Sportive a Universității, Oradea |

|  | CSM Târgu Mureș | Anulat | CS Marta Baia Mare | Sala Polivalentă, Târgu Mureș |
|  | Cronica         |        |                    | Sala Polivalentă, Târgu Mureș |
|  |                 |        |                    | Sala Polivalentă, Târgu Mureș |

### Etapa XX
|  | CSU de Vest Timișoara | Anulat | CSM Târgu Mureș | Sala UVT, Timișoara |
|  | Cronica               |        |                 | Sala UVT, Timișoara |
|  |                       |        |                 | Sala UVT, Timișoara |

|  | CS Marta Baia Mare | Anulat | CS Universitar Oradea | Sala de Sport a Școlii nr.5, Baia Mare |
|  | Cronica            |        |                       | Sala de Sport a Școlii nr.5, Baia Mare |
|  |                    |        |                       | Sala de Sport a Școlii nr.5, Baia Mare |

|  | ACS Crișul Chișineu-Criș | Anulat | CS Universitatea Reșița | Sala de Sport a Universității A. Vlaicu, Arad |
|  | Cronica                  |        |                         | Sala de Sport a Universității A. Vlaicu, Arad |
|  |                          |        |                         | Sala de Sport a Universității A. Vlaicu, Arad |

## Promovare
Ediția din 2019-2020 a Ligii Naționale și a Diviziei A a fost grav afectată de pandemia de coronaviroză cauzată de noul coronavirus 2019-nCoV (SARS-CoV-2). Pe 18 mai 2020, Consiliul de Administrație al FRH a analizat modalitatea de închidere a sezonului 2019-2020. Cu 11 voturi „pentru” și 5 voturi „împotrivă” s-a decis ca în Liga Națională feminină să nu se mai dispute restul de meciuri rămase și să se încheie campionatul fără acordare de titlu și medalii.  Cu 12 voturi „pentru” și 4 voturi „împotrivă” s-a aprobat închiderea clasamentelor în seriile Diviziei A conform situației existente la data întreruperii competiției, aplicându-se criteriile de departajare finală. De asemenea, s-a votat în unanimitate ca nici o echipă să nu retrogradeze în Divizia A.
În privința promovării, cu 14 voturi „pentru” și 2 voturi „împotrivă” s-a aprobat ca promovarea să se facă în urma disputării unui turneu final, la care să participe 8 echipe cel mai bine clasate în seriile Diviziei A. S-a decis ca turneul să dureze cinci zile și să fie organizat după minim 30 de zile de la reluarea antrenamentelor în sală. Regulamentul de desfășurare a turneului de promovare, votat pe 9 iunie și publicat pe 10 iunie 2020, precizează că „echipele clasate pe locurile 1, 2 și 3 din ziua a 5-a vor promova în Liga Națională”. Un alt aliniat din regulament menționa că „echipele clasate pe locurile următoare au dreptul să se înscrie în Liga Națională, în cazul în care echipele care au drept de participare în Liga Națională nu se înscriu (în ordinea clasamentului)”. Jucătoarele nou transfera puteau fi folosite în meciurile din cadrul turneului de promovare cu condiția să aibă un contract încheiat până la minim sfârșitul sezonului 2020-2021. Orice încetare a acestor contracte înainte de sfârșitul sezonului 2020-2021 se sancționa pecuniar. În cadrul turneului de promovare ar fi urmat să se alcătuiască două grupe de către patru echipe, în care acestea ar fi jucat meciuri fiecare cu fiecare. Echipele care terminau grupele pe primele două locuri ar fi jucat semifinale, câștigătoarele semifinalelor urmau să se înfrunte în finală, iar învinsele în finala mică. Dacă partidele jucate în faza meciurilor de clasament, a finalei mici și a finalei s-ar fi terminat la egalitate, se trecea la executarea aruncărilor de la 7 metri.
La sfârșitul lunii iunie a devenit cert că HCM Slobozia nu va mai putea evolua în Liga Națională din cauza bugetului insuficient, antrenorul și jucătoarele au părăsit pe rând echipa, iar autoritățile locale i-au diminuat drastic finanțarea și au decis să o mențină în Divizia A, în consecință, FRH a hotărât să înlocuiască HCM Slobozia cu echipa din Divizia A care ar fi urmat să se claseze pe locul al IV-lea la turneul de baraj.
În perioada următoare doar cinci echipe și-au exprimat interesul de a participa la turneul de promovare: ACS Crișul Chișineu-Criș, CSM Galați, CS Dacia Mioveni 2012, HCF Piatra Neamț și CS Activ Ploiești, iar pe 24 august 2020, Consiliului de Administrație al FRH a hotărât în unanimitate ca „turneul de promovare-feminin să se joace în sistemul „fiecare cu fiecare” dacă sunt 5 echipe participante, respectiv nedisputarea turneului, cu tragere la sorți pentru locul de promovare ocupat, dacă rămân 4 echipe care confirmă participarea la turneu”. S-a mai decis ca turneul de promovare, în eventualitatea că va fi organizat, să se desfășoare între 7 și 11 septembrie, la Sfântu Gheorghe, unde fusese de curând înființat un Centru Național de Excelență.
Pe 26 august însă, presa sportivă a anunțat că HCF Piatra Neamț nu va mai participa la turneul de promovare, astfel că în cursă au rămas doar patru echipe care concurau pentru patru locuri de promovare, făcând inutilă organizarea unui turneu.
Au promovat echipele ACS Crișul Chișineu-Criș, CSM Galați, CS Dacia Mioveni 2012 și CS Activ Ploiești.
Pe 21 septembrie 2020, tragerea la sorți a atribuit următoarea ordine echipelor promovate:
1. CS Dacia Mioveni 2012
2. CS Activ Ploiești
3. ACS Crișul Chișineu-Criș
4. CSM Galați